# 永昌陵
永昌陵是北宋开国皇帝宋太祖赵匡胤的陵墓，位于河南省巩义市西村镇，永安陵西部略偏北处，是宋陵西村陵区的三座皇陵之一。永昌陵于北宋开宝九年（976年）宋太祖驾崩后开始建造，次年四月，宋太祖入葬永昌陵。

## 历史

宋太祖赵匡胤像

赵匡胤是赵弘殷的次子，母为昭宪杜太后，于后唐天成二年（927年）生于洛阳夹马营。后汉乾祐元年（948年），赵匡胤成为枢密使郭威的部属。后周世宗显德元年（954年），跟随世宗征战，拜殿前都虞候，领严州刺史。显德六年（959年），升为殿前都点检。恭帝即位后，赵匡胤于显德七年（960年）在陈桥驿发动兵变登基，成为宋朝的开国皇帝。
开宝九年（976年）十月，赵匡胤崩于万岁殿，庙号太祖，赵光义即位，是为宋太宗。十一月五日，太宗命开封府尹、齐王赵廷美为山陵使兼桥道顿递使，翰林学士李昉为礼仪使，知制诰李穆为卤簿使，侍御史知杂事雷德骧为仪仗使，开始山陵的建造和礼仪的筹备，薛居正为山陵上陵名“永昌陵”。次年四月十三日，太祖的灵柩出殡，并于二十五日入葬永昌陵地宫。

## 布局
永昌陵南北長約2000米，東西寬約600米，由上宫、下宫、孝章宋皇后陵、保泰陵和陪葬墓组成:33。

### 上宫
与宋陵的其他帝陵一样，受阴阳堪舆术的影响，永昌陵的上宫南高北低，陵园最南端的鹊台与上宫最北端的北神门石狮之间的高度落差达17.3米。上宫的核心部分为宫城，陵台居于宫城中央，呈方形覆斗状，现存陵台底部南北长45米，东西长48米，顶部南北长14米，东西长18米。距陵台93-97米处，四周围有神墙，每面中间设神门，四角置角阙。神墙现已不存，仅存四个神门两侧门阙和宫城四角角阙的基址。其中神门两侧门阙之间距离为15米，门阙与角阙之间的距离在85-90米。根据门阙与角阙的位置，可测算出宫城平面呈正方形，边长约为240米:33-35。
南神门以南约165米处为东西并列的两座乳台，为夯土台体，外侧包砖，平面呈长方形。现存乳台的部分台体，其中东侧乳台底部东西长12米，南北长6米，高3.2米，西侧乳台底部东西长11米，南北长6米，高3.6米，东、西乳台之间的间距约为42米。东侧乳台的西南角和西北角尚存有底层包砖:33。
乳台南侧约155米为东西并列的两座鹊台，亦为夯土台体，外侧包砖，平面大致呈正方形。现存东鹊台底部边长9-10米，高5.7米，西鹊台底部边长12-14米，高5米。东鹊台西壁暴露出夯土层，南壁近西南角处有两块平砌砖，东南角处亦有一层断续的平砌砖。西鹊台东壁的北段尚存有六层包砖，残长1.2米，高0.44米:33。

#### 石像
永昌陵上宫现存石像45件，除东、西、北三神门外门狮外，其余石像均对称分布于神道的东西两侧。东西两列石像生之间的距离为43.8米，而每列之中石像之间的间距为6-7.1米:35。从永昌陵起，石像的制度已经完备，石像的体型比起永安陵明显增大，底座各面也进行了磨光处理:456
永昌陵神道两侧的石像从南向北依次为：
- 望柱两件：望柱位于神道南端，乳台基址以北8米处，东西各一件，均为八棱柱身，形制、花纹、大小相差无几[10]:35。

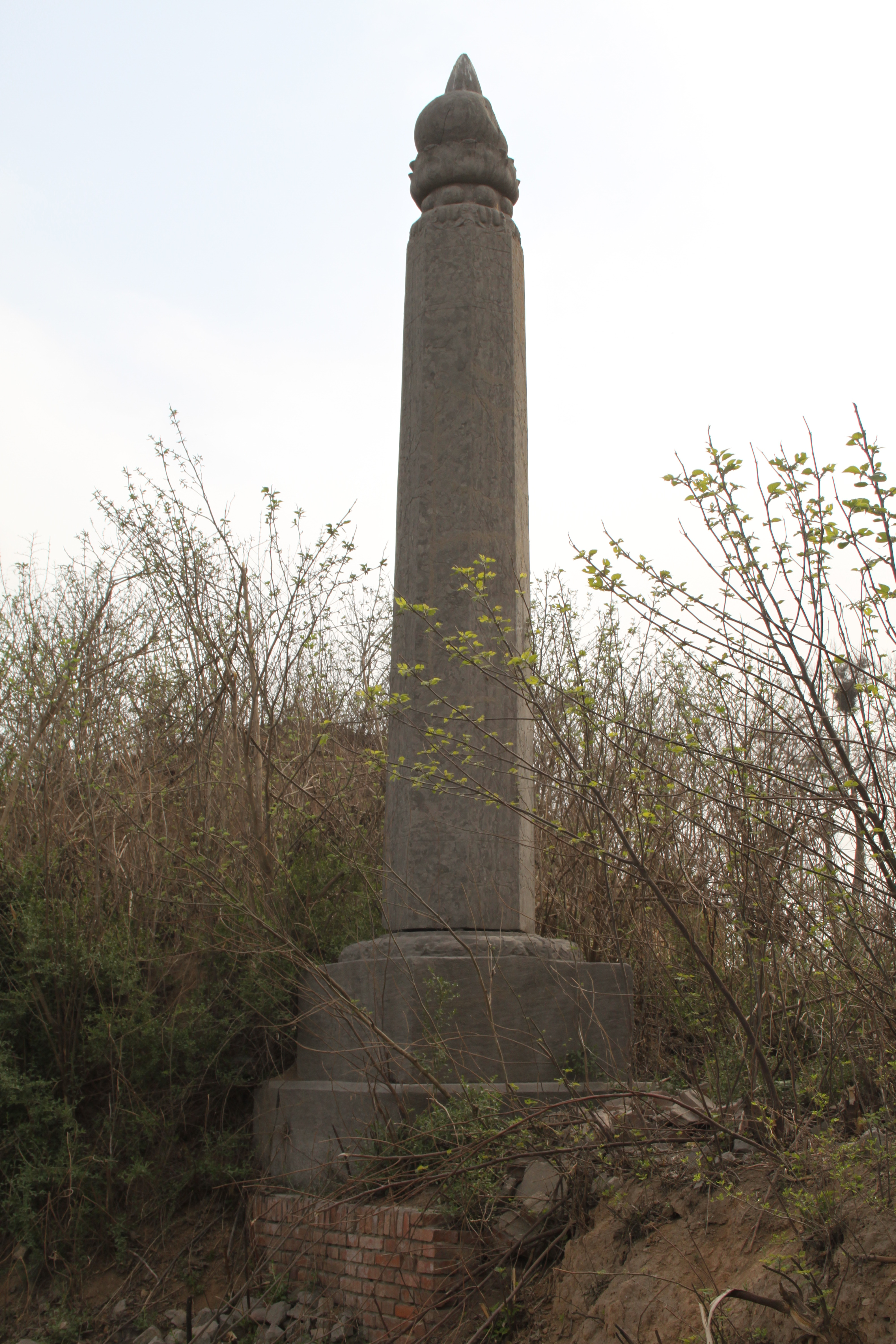
望柱（西）
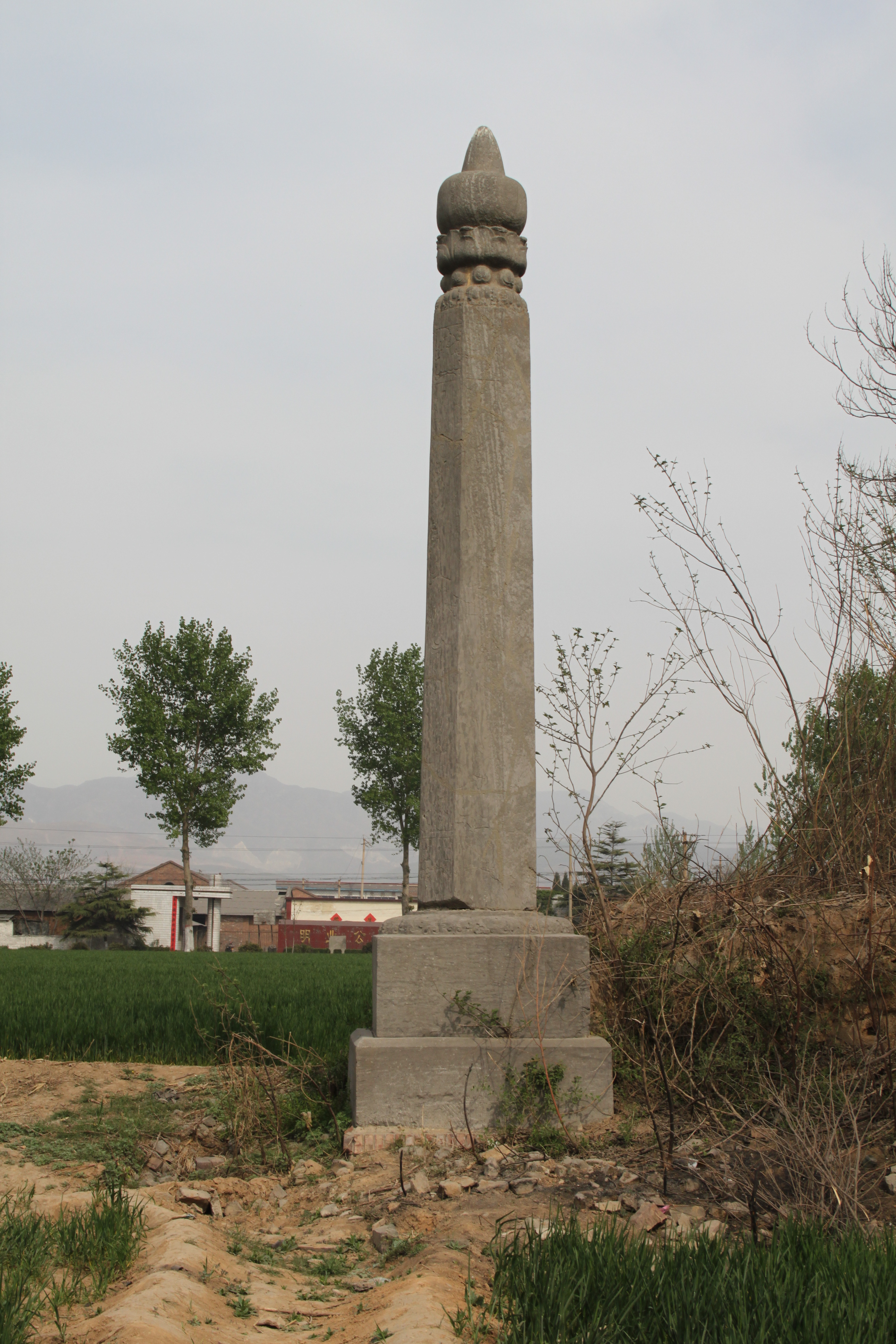
望柱（东）

- 象与驯象人两组：神道东西两列各有一件石象，西列有一件驯象人石像，东列的驯象人缺失。象为立姿，长鼻着地，头上系络头，身上披鞯褥，背上雕有莲花座饰，胸前和后鞦上挂有铃铛和缨穗。驯象人立于象北侧，圆脸卷发，身穿圆领窄袖短袍，左手执杖[10]:35。

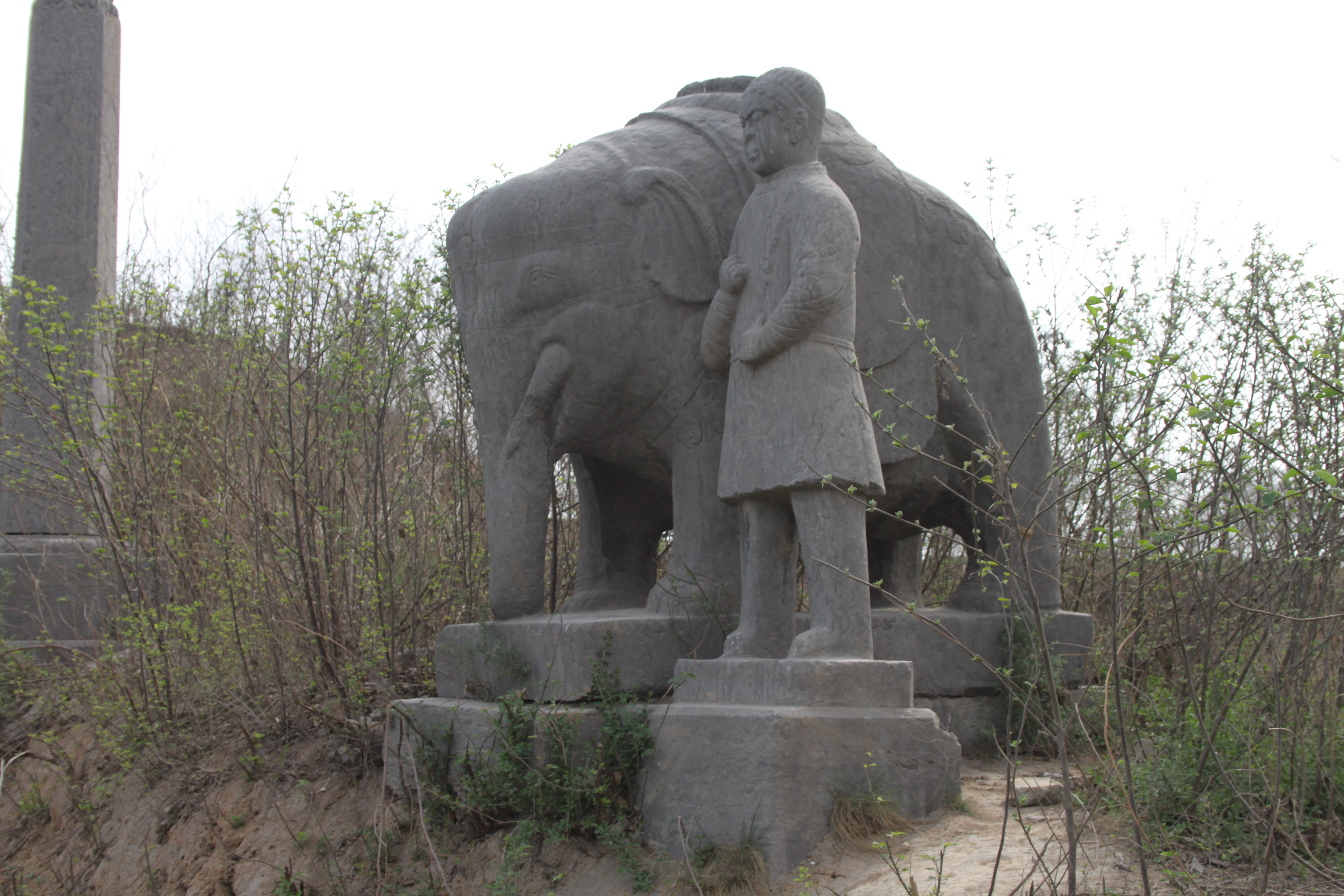
象与驯象人石像（西）
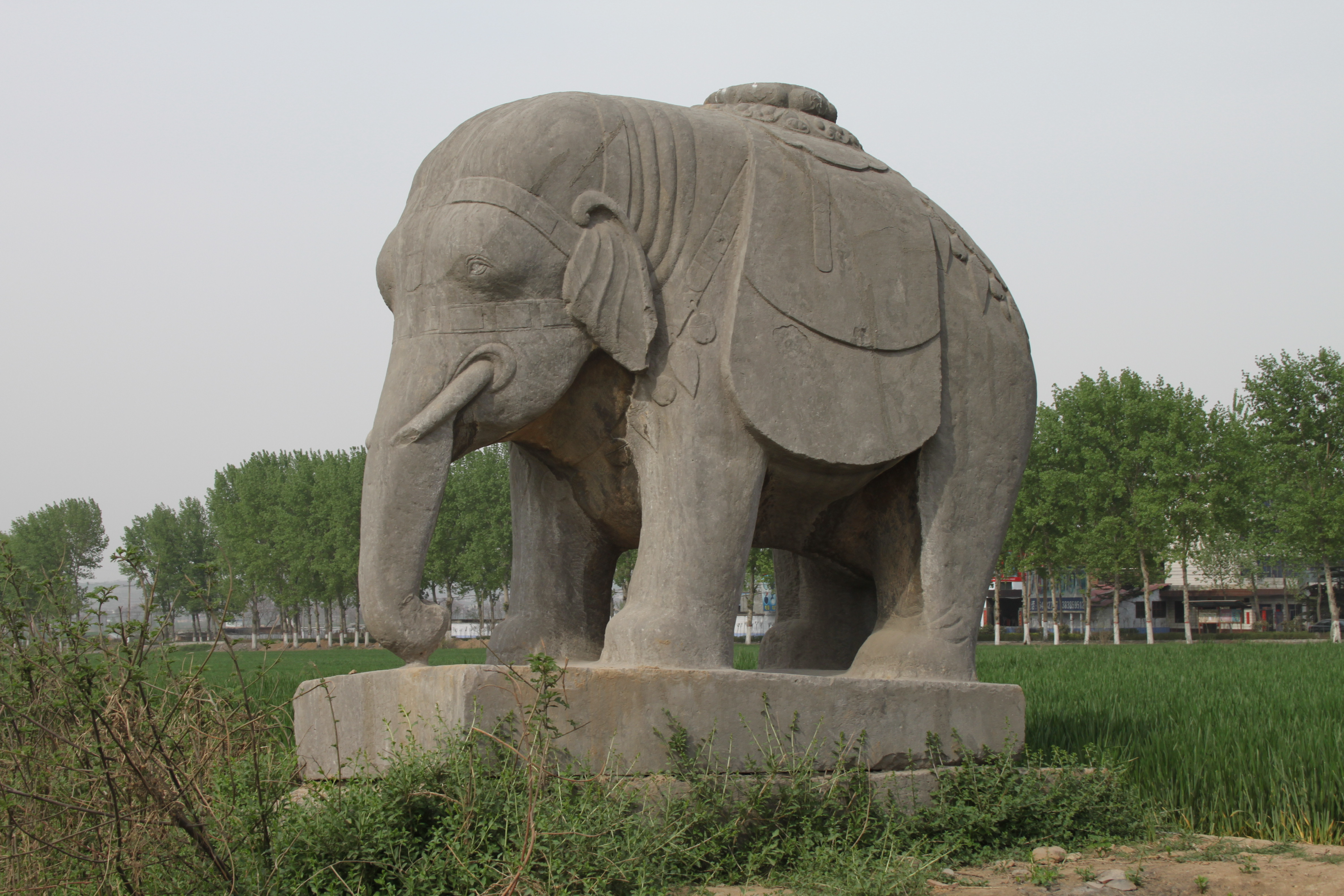
石象（东）

- 瑞禽石屏两件：瑞禽石屏东西各一件，石屏均为平顶，两边斜杀，石屏侧面为素面，正面背景为山石，正中为瑞禽浮雕。瑞禽为马头禽身，面向南侧。石屏南下角雕刻有一只小兽，头部向上探望，后半身藏于洞内[10]:35。

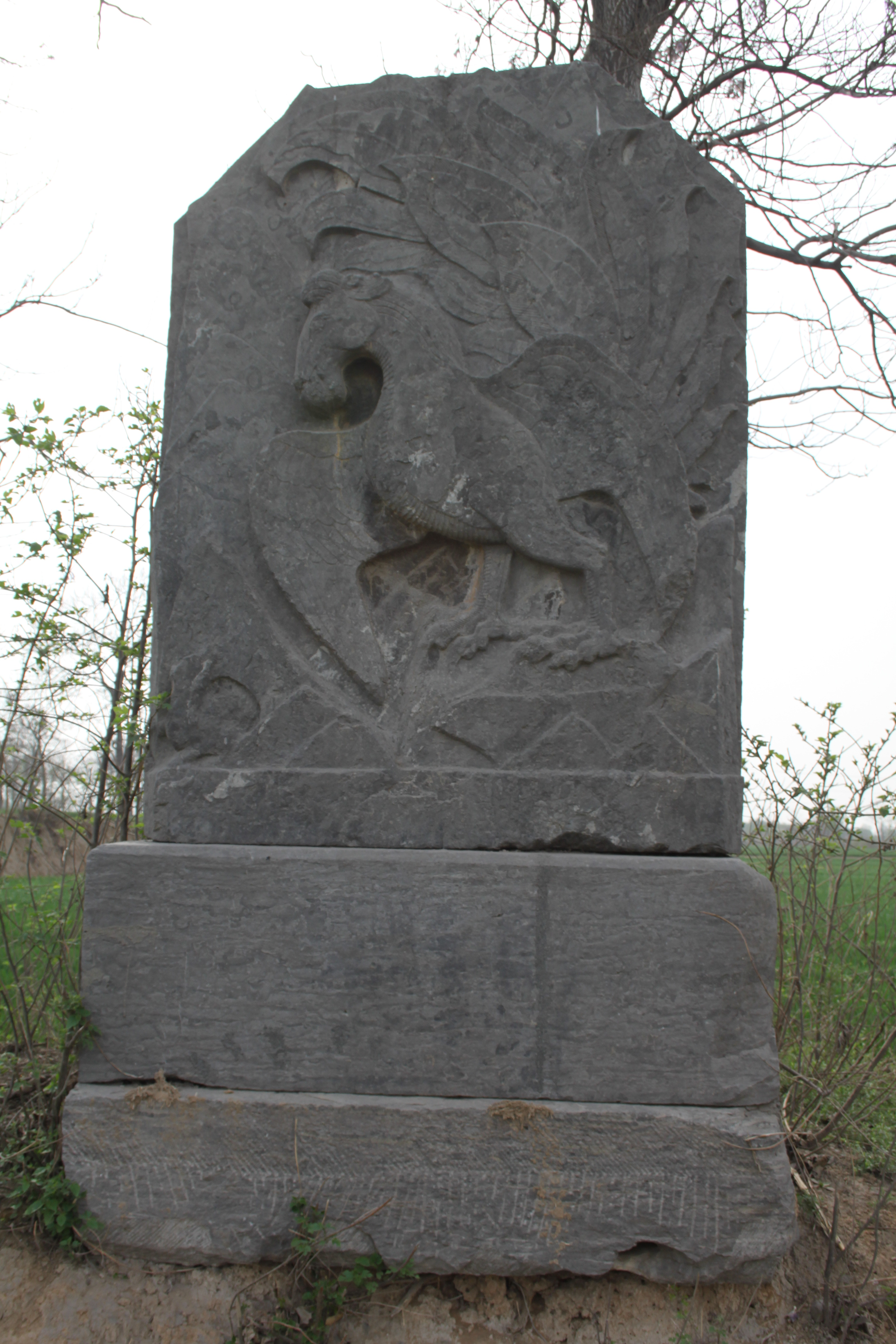
瑞禽石屏（西）
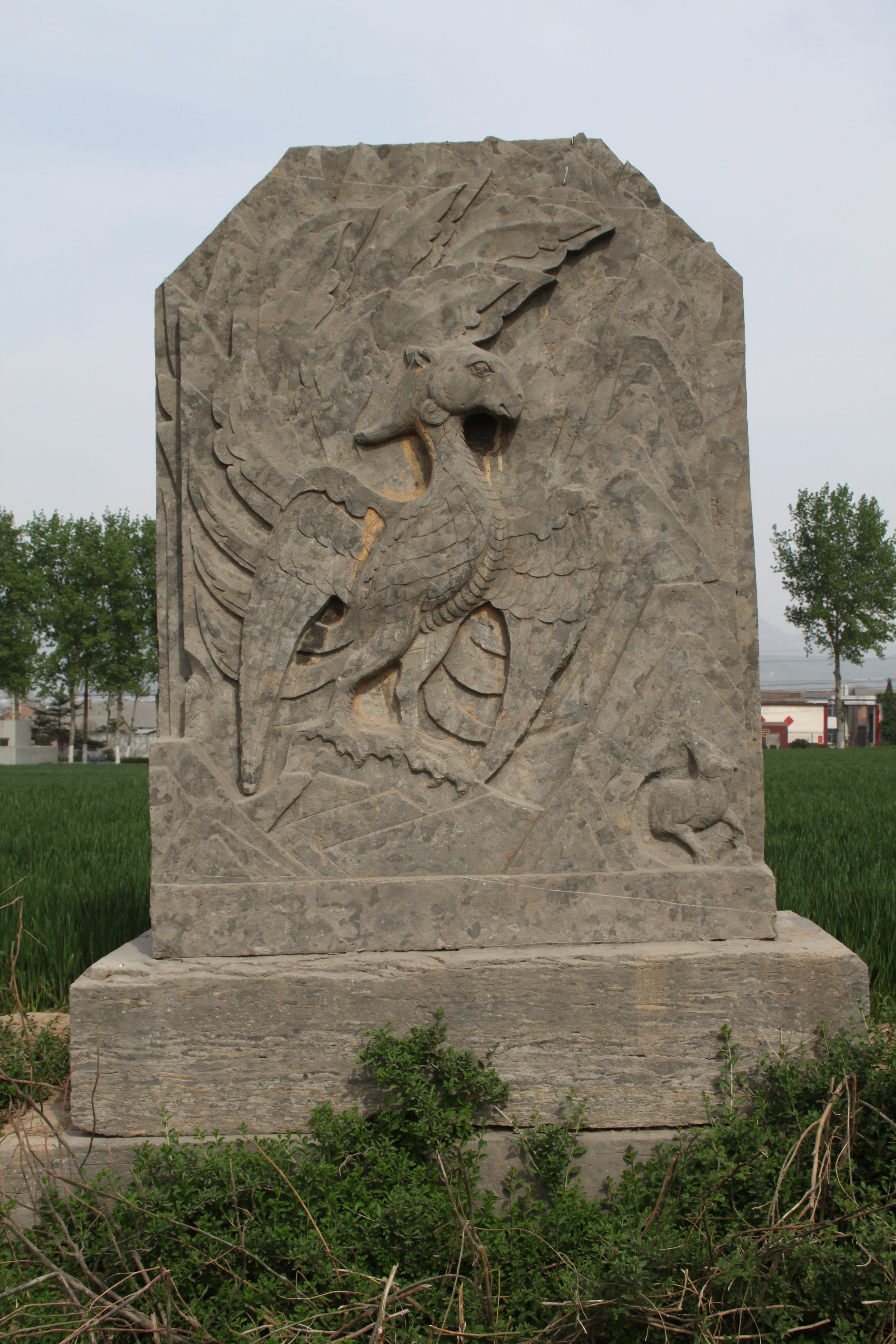
瑞禽石屏（东）

- 甪端两件：甪端东西各一件，昂首走姿独角，上唇向上翻卷，两肋有翼。东列甪端为束鬣，前胸垂有长绒，形象更为凶猛，似为雄性；西列甪端为披鬣，前胸无绒，形象较为温顺，似为雌性[10]:35-41。

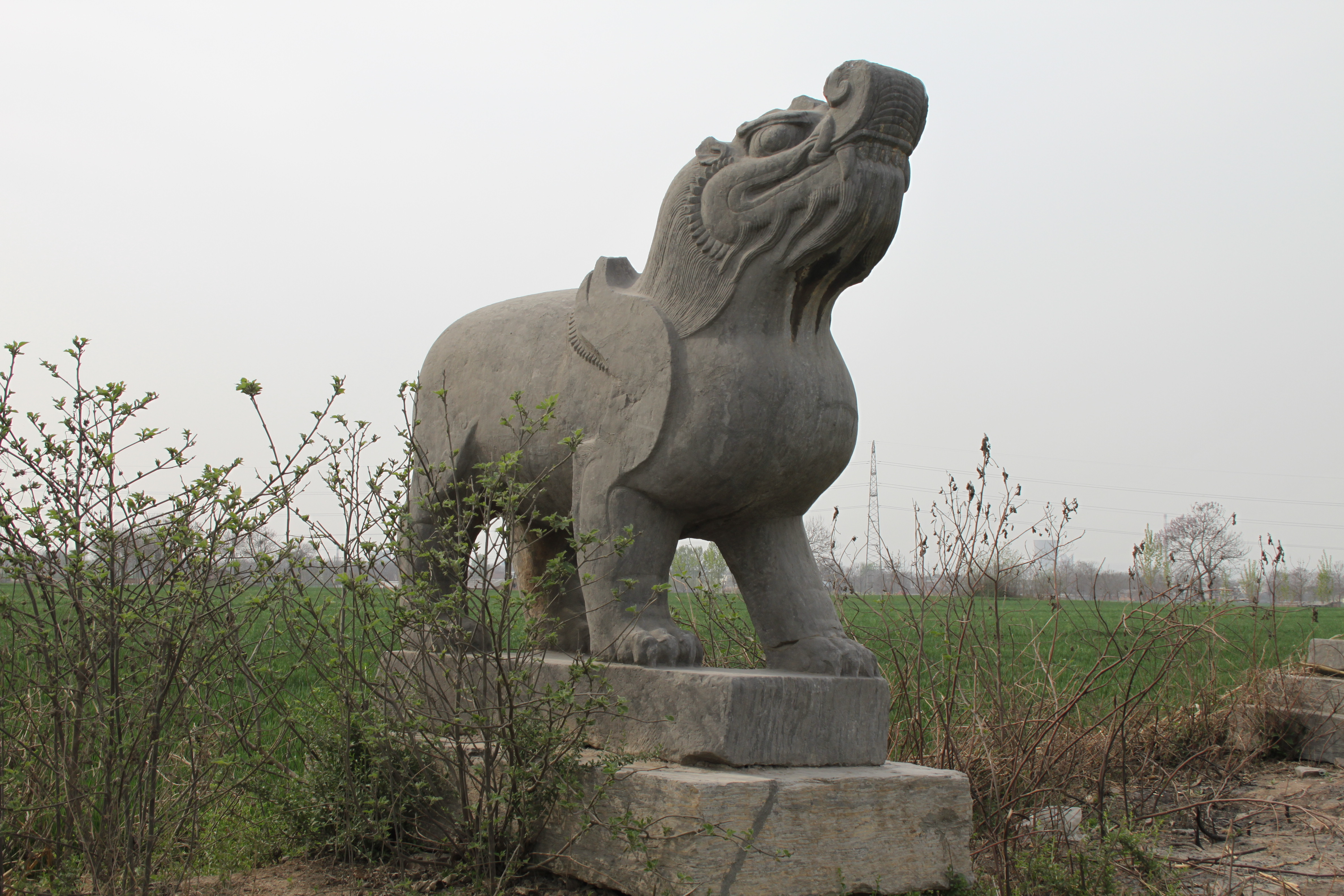
石甪端（西）
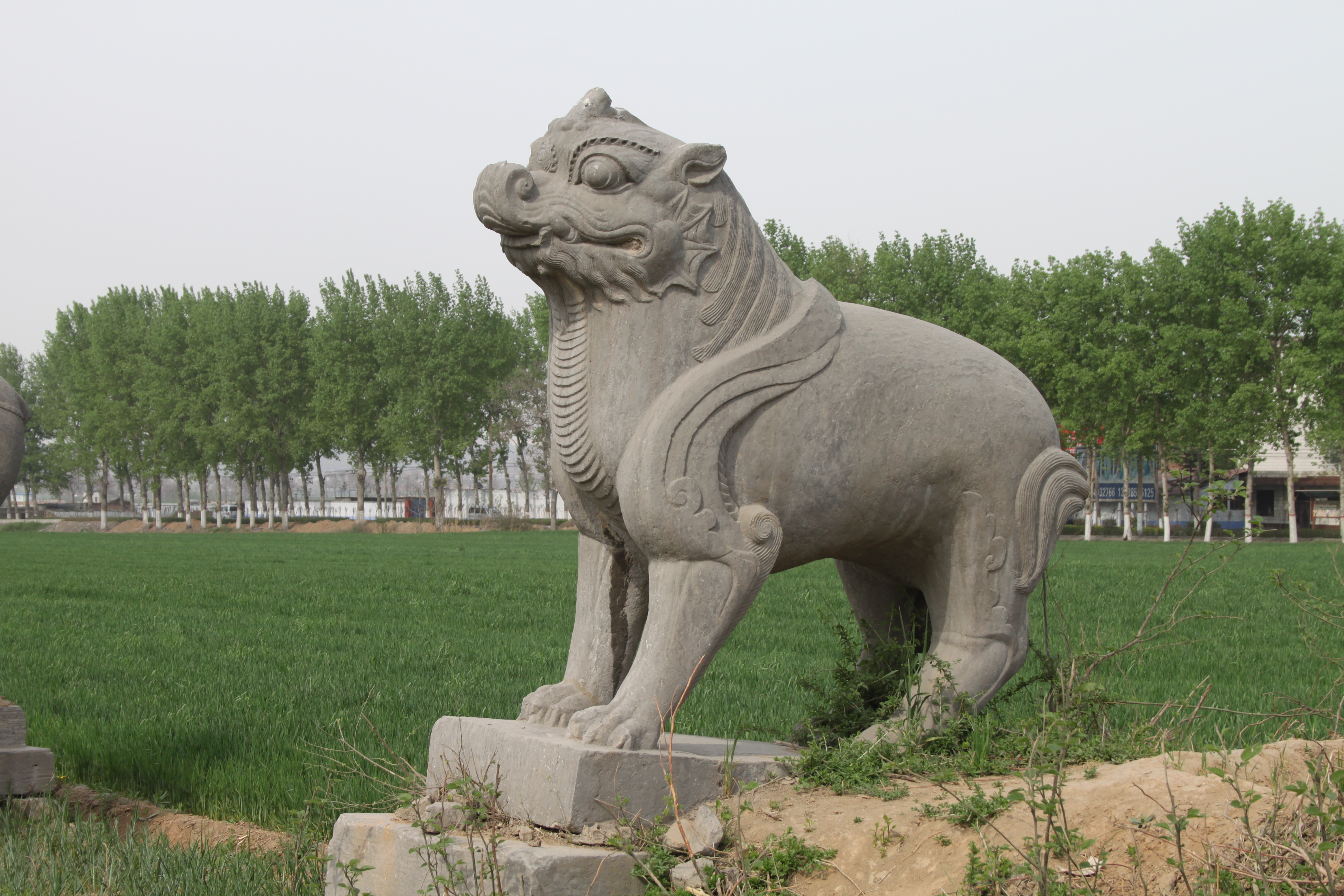
石甪端（东）

- 马与控马官四组：每组包括一件石马和两件控马官石像，东西各两组，西列缺失三件控马官，共有四件石马和五件控马官石像。马四腿透空伫立，长尾及地，头戴络头，背披鞍鞯，颈部系有铃铛。控马官立于马两侧，头戴幞头，身穿袍服，腰束革带，脚着麻鞋。靠南的两件控马官为窄袖紧身袍，靠北的两件则为广袖宽身袍[10]:41。

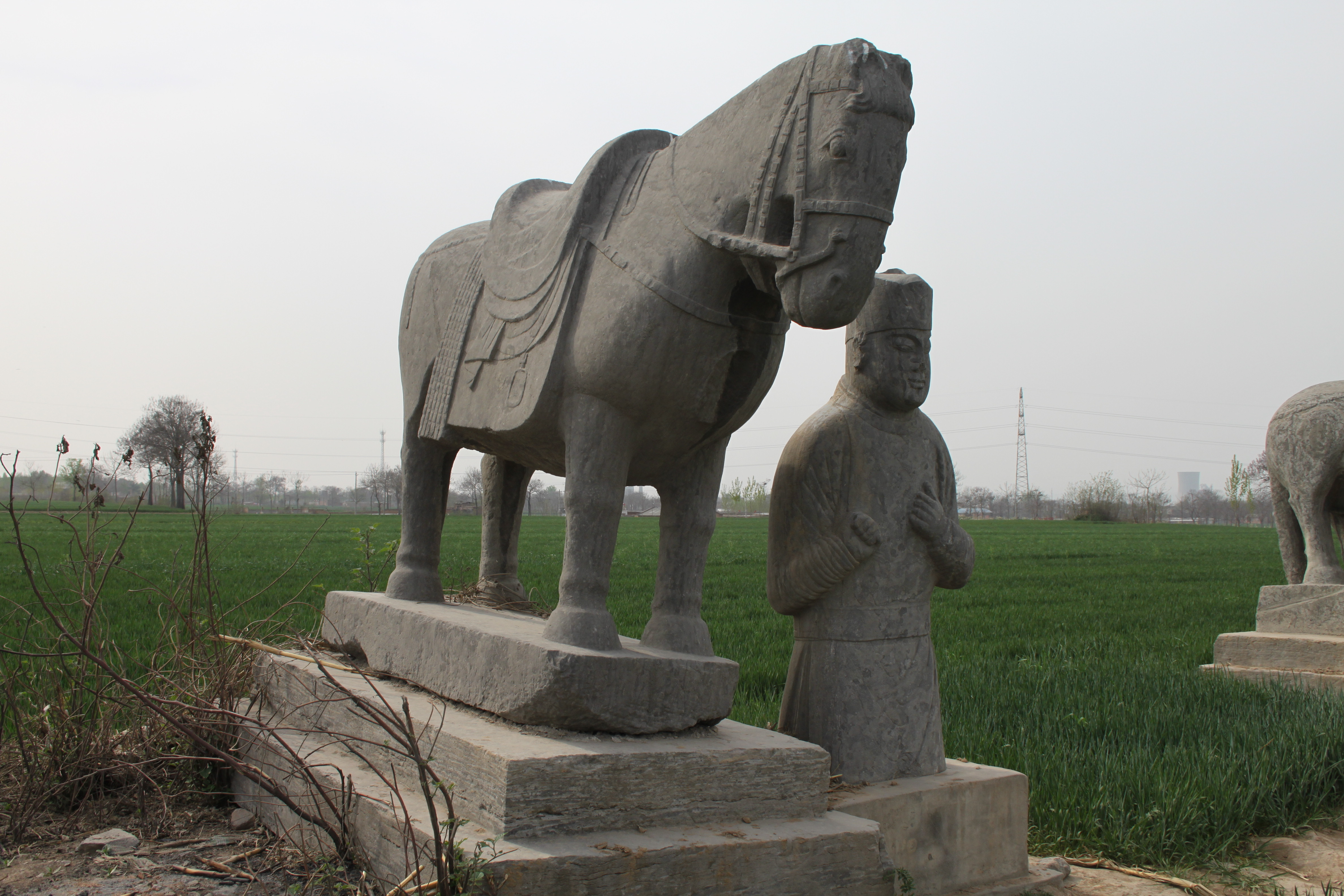
马与控马官石像（西）
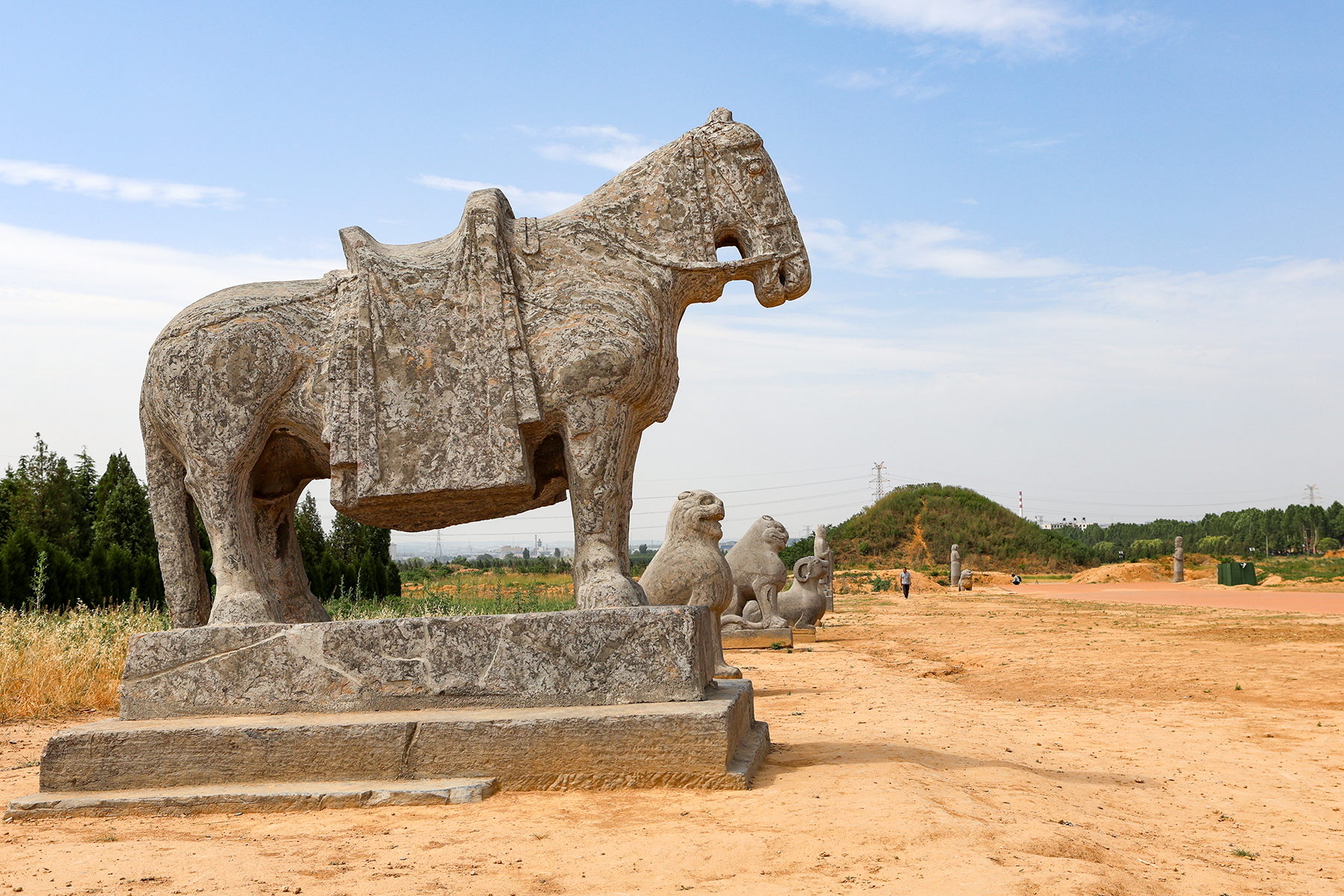
石马（西）
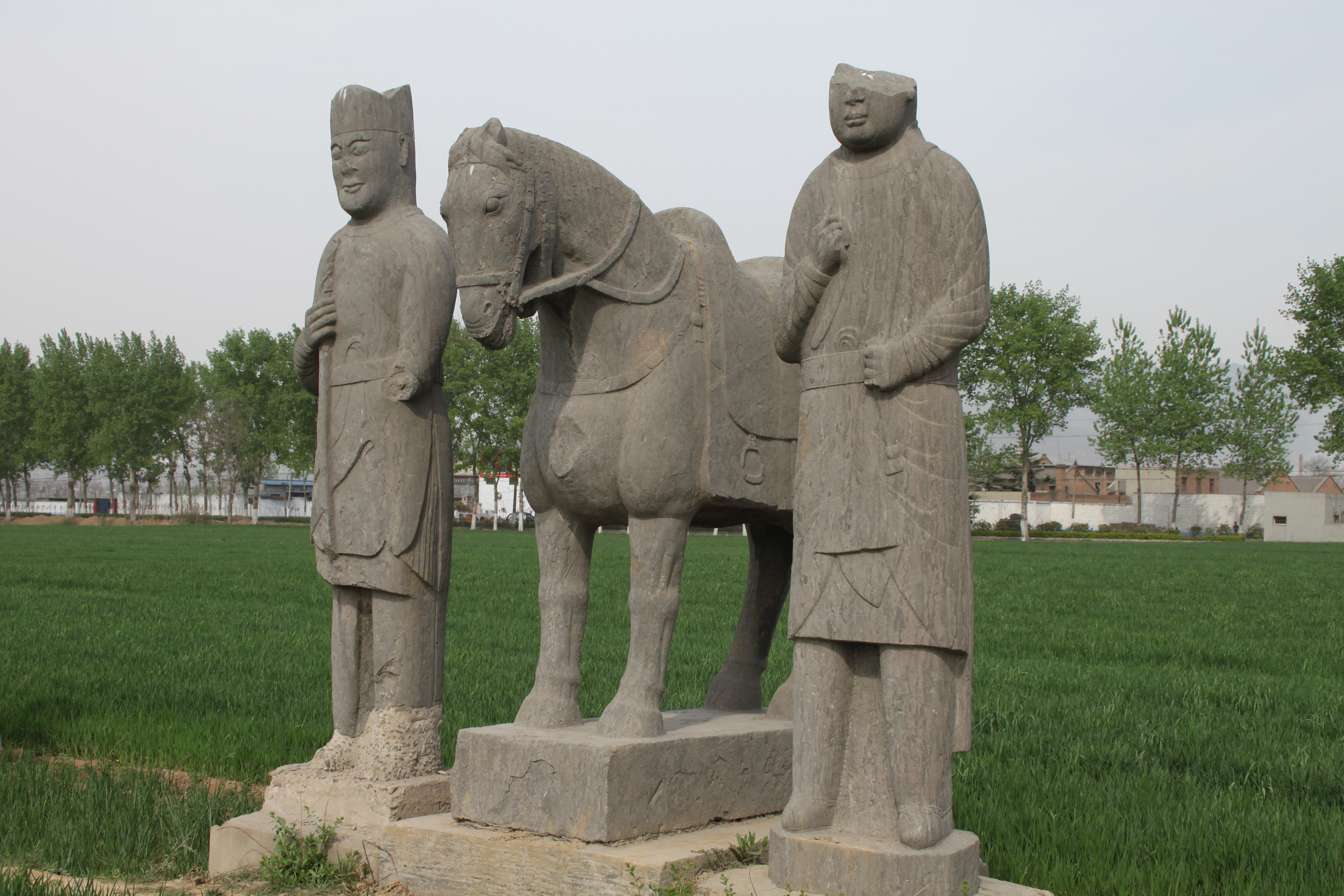
马与控马官石像（东）
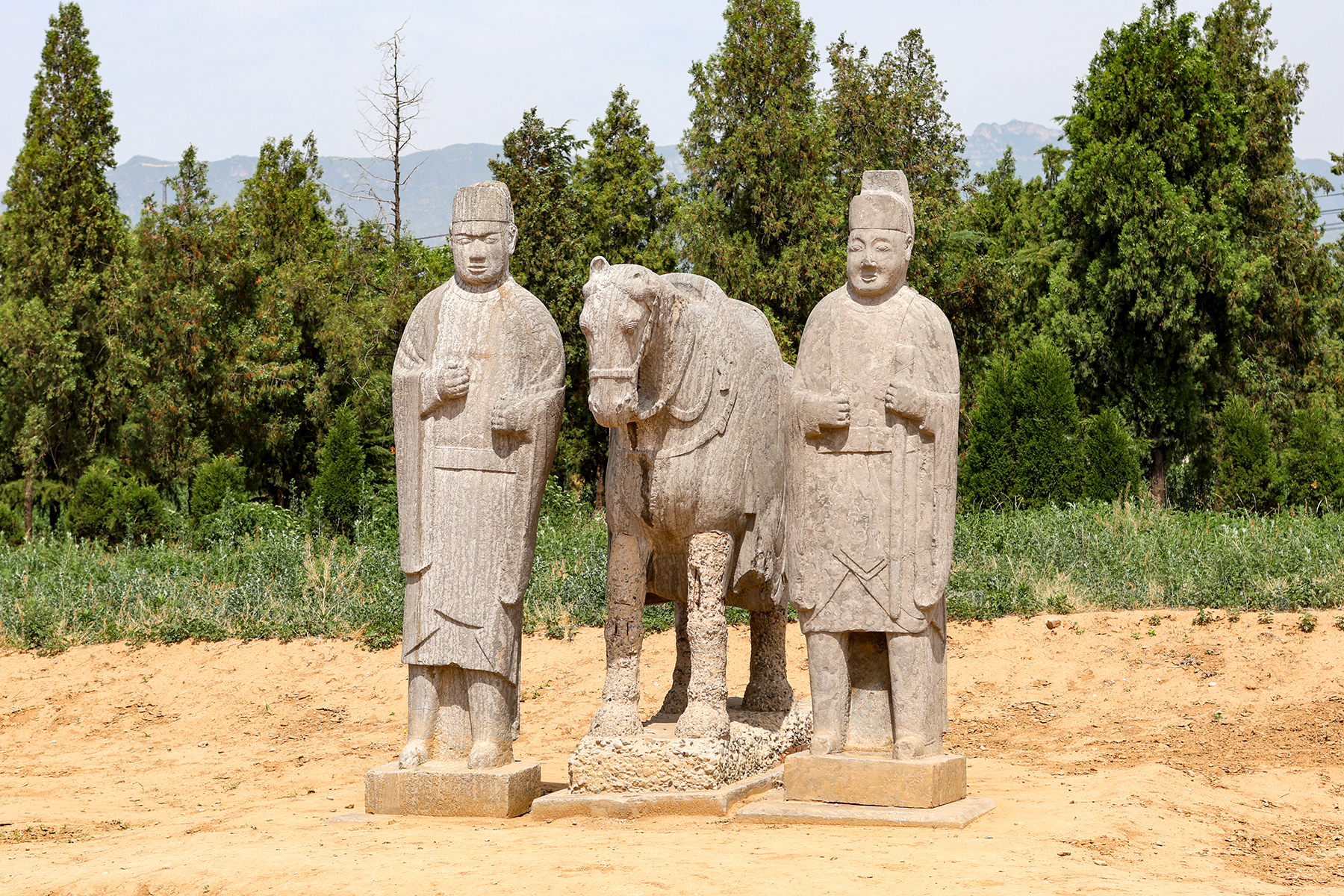
马与控马官石像（东）

- 虎四件：石虎东西各两件，均为昂首蹲坐，长尾卷于一侧，腹下透雕。东列靠南的石虎头部缺损，西列靠南的石虎作张口状，其余为合口[10]:42。

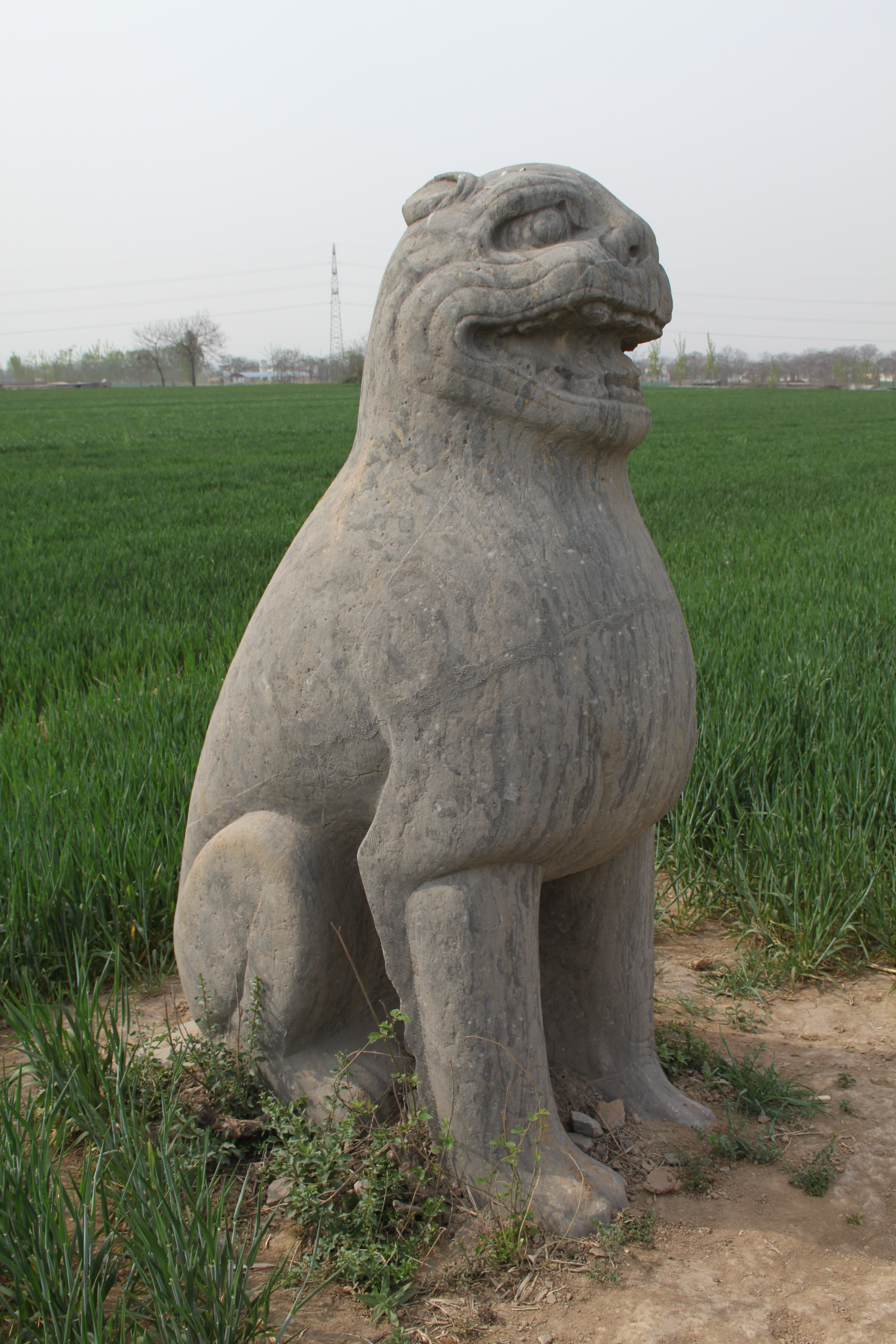
石虎（西）
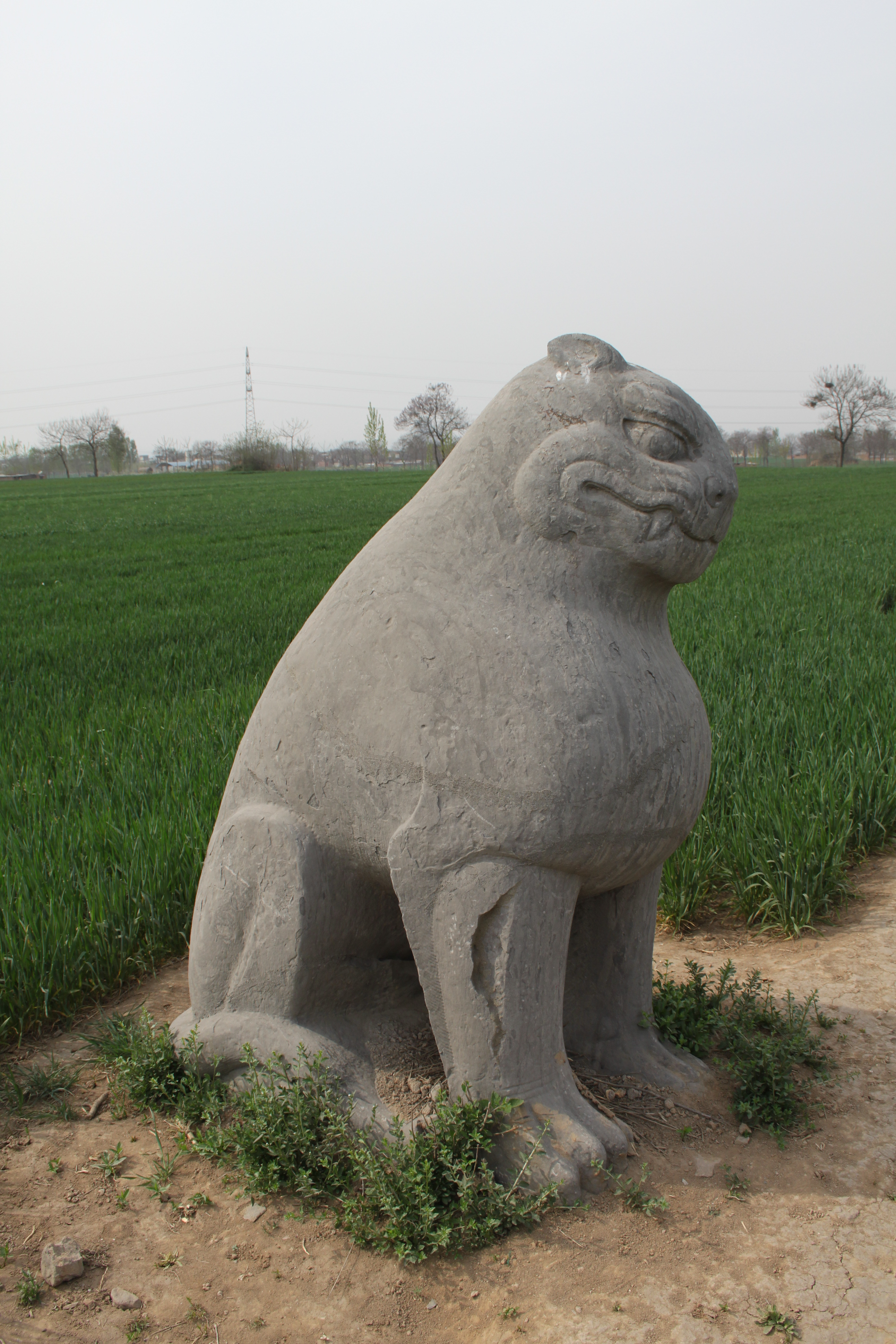
石虎（西）
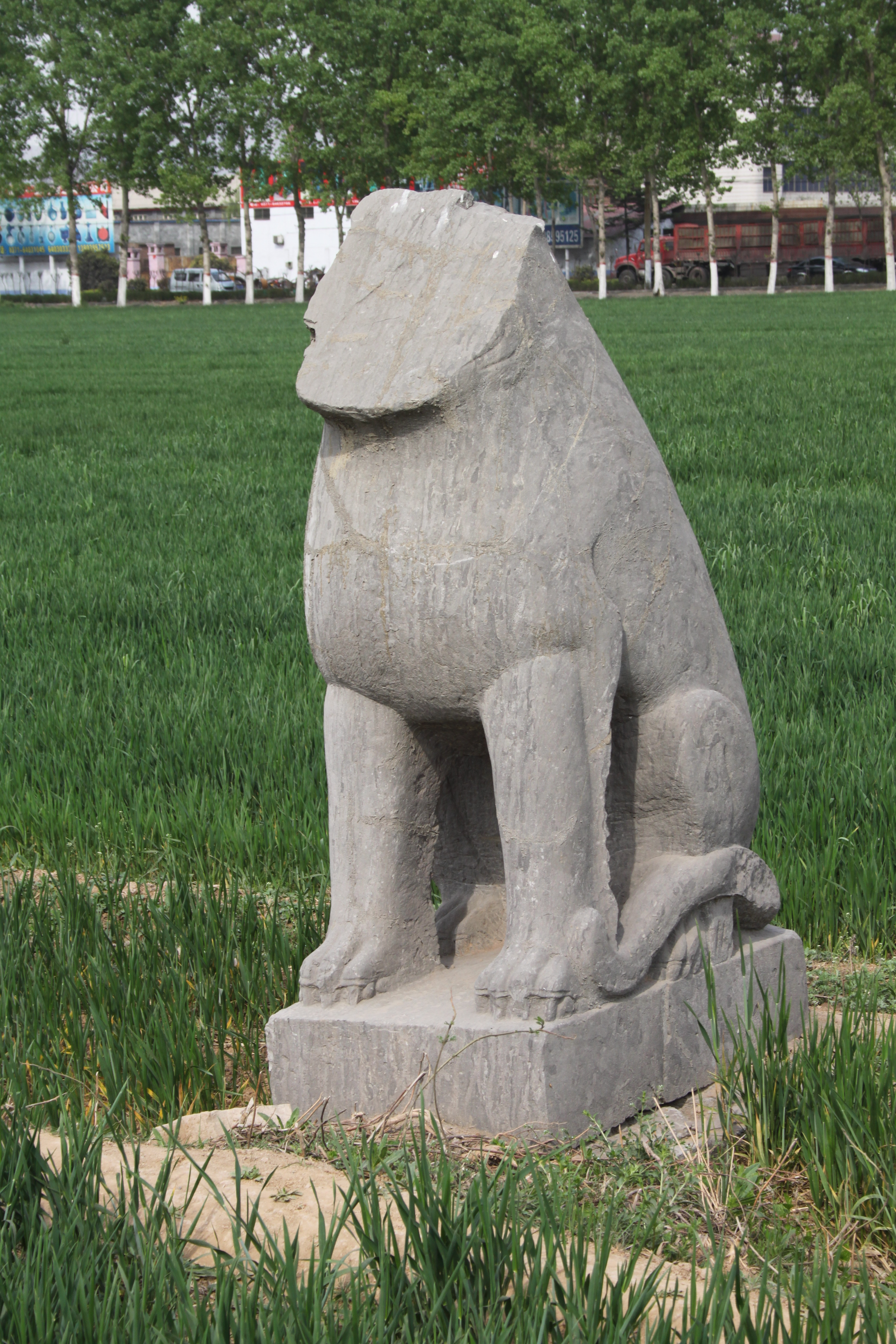
石虎（东）
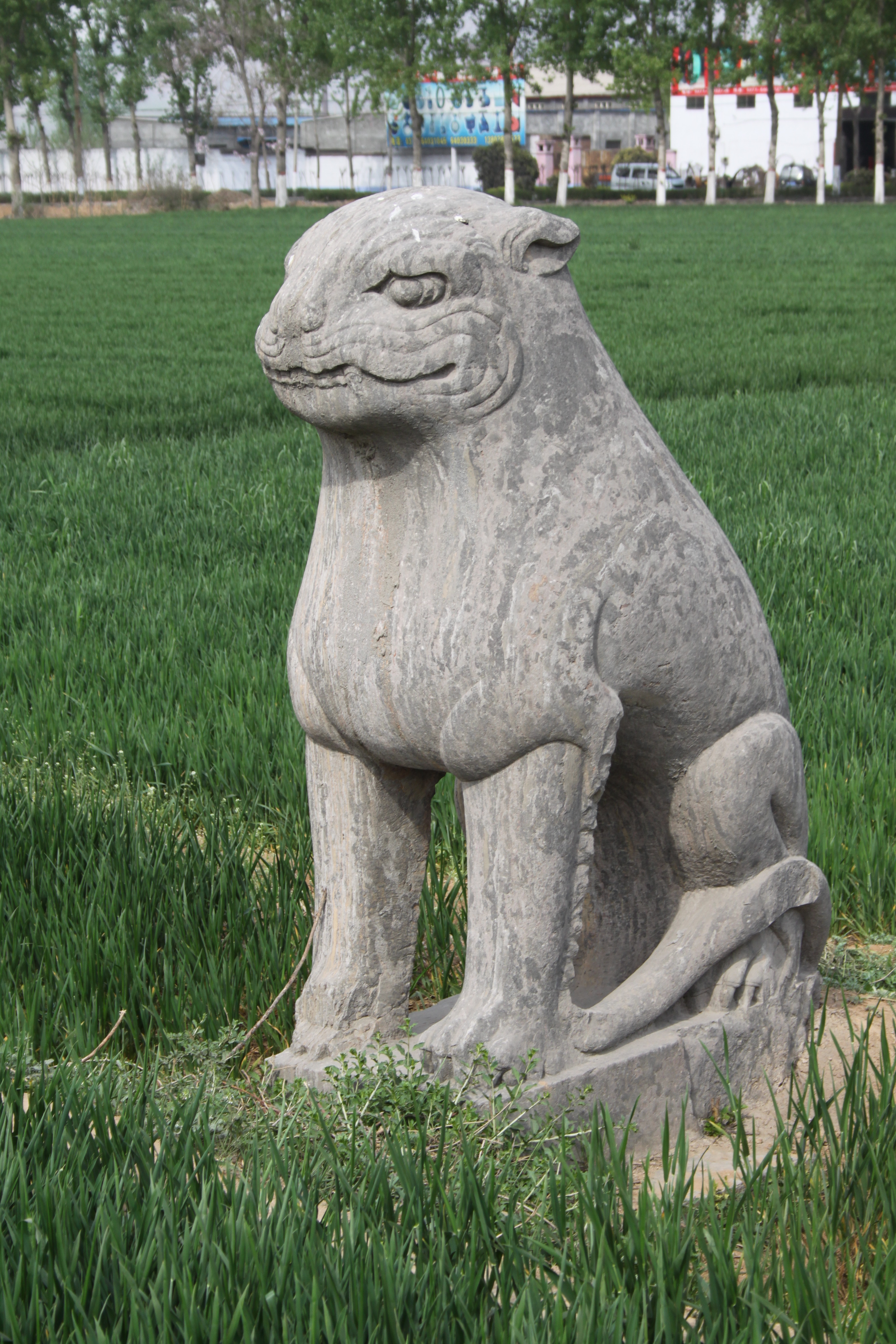
石虎（东）

- 羊四件：石羊东西各两件，均为昂首跪卧，长角盘曲。西列靠南的石羊为张口，其余三只皆为合口[10]:42-44。

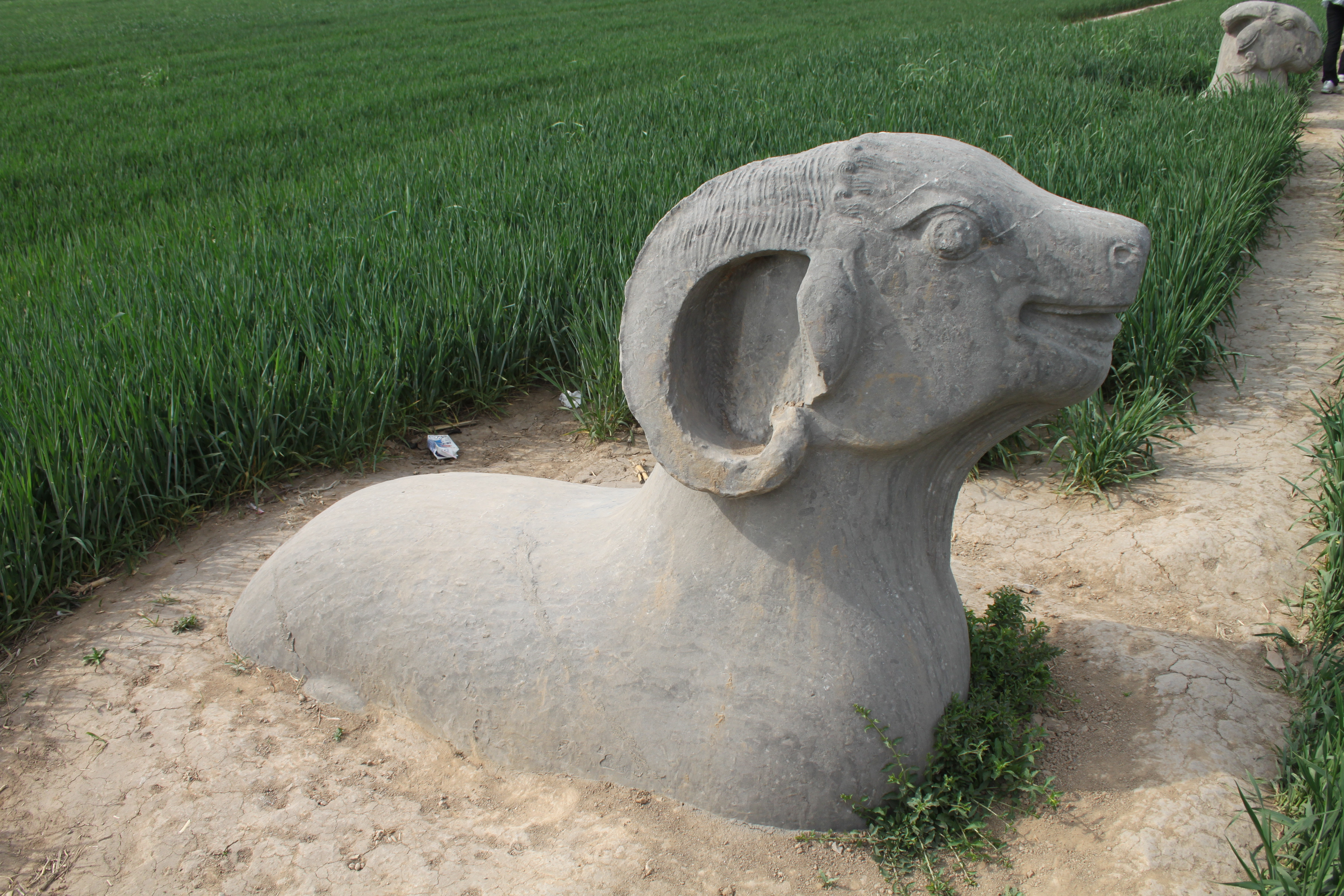
石羊（西）
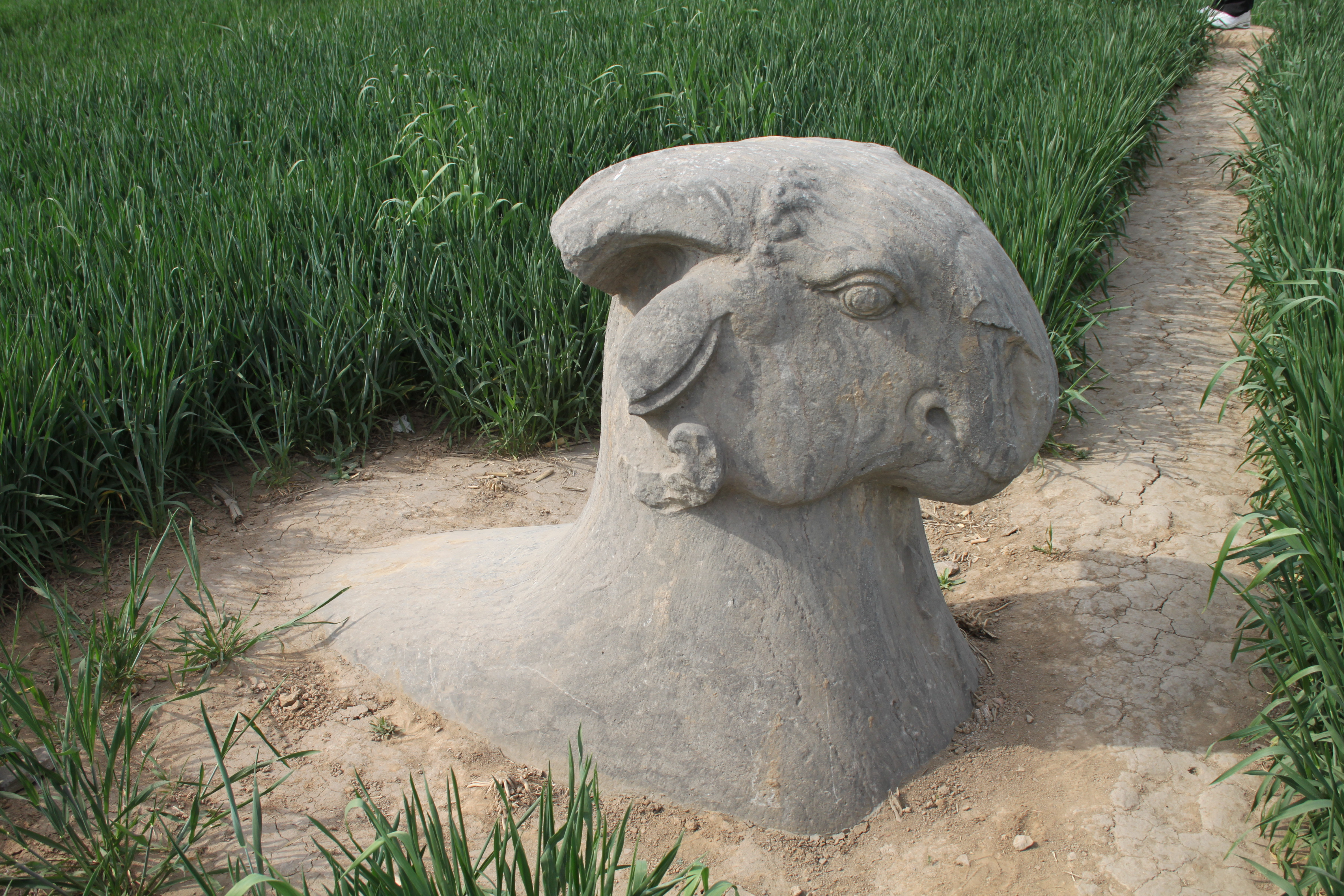
石羊（西）
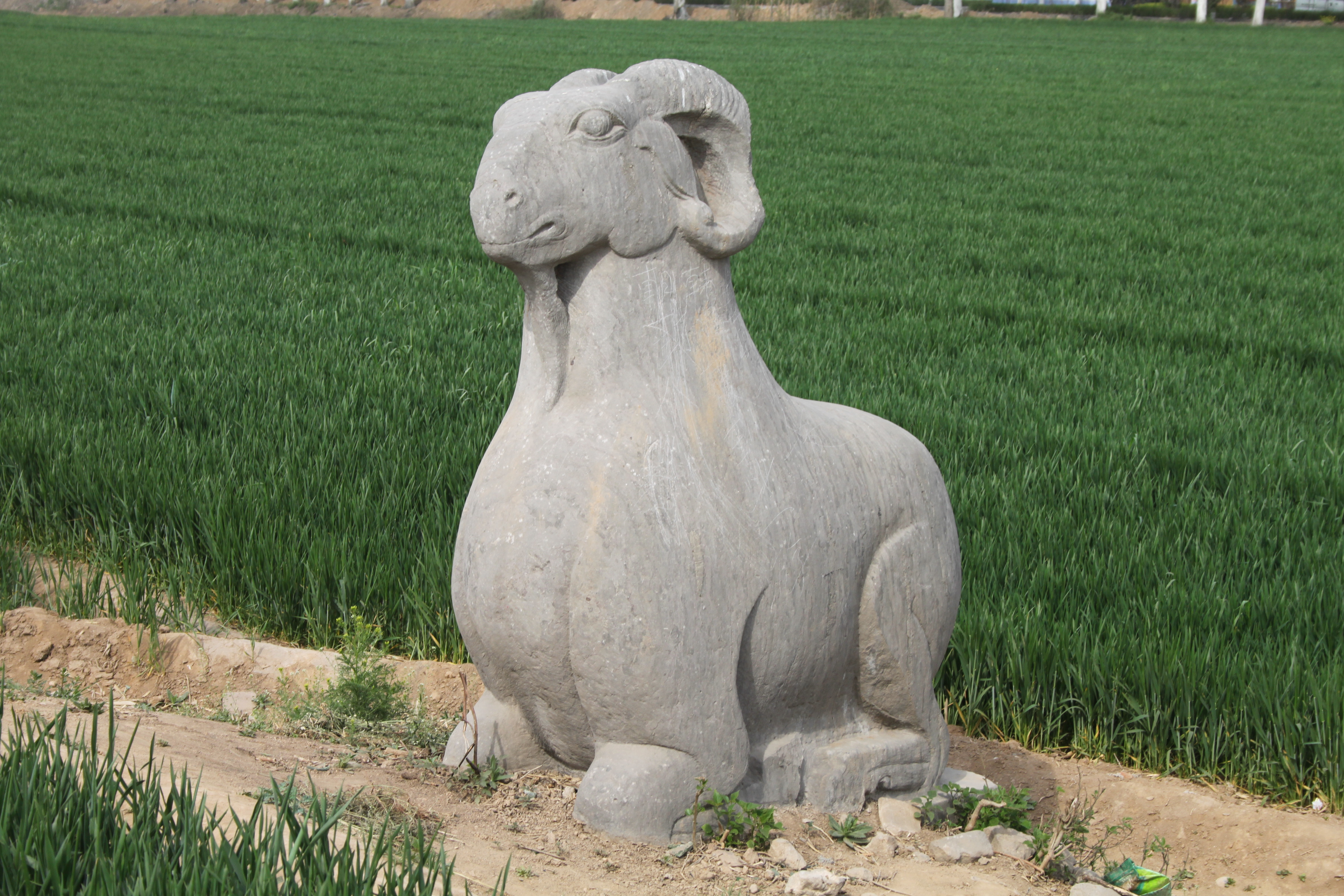
石羊（东）
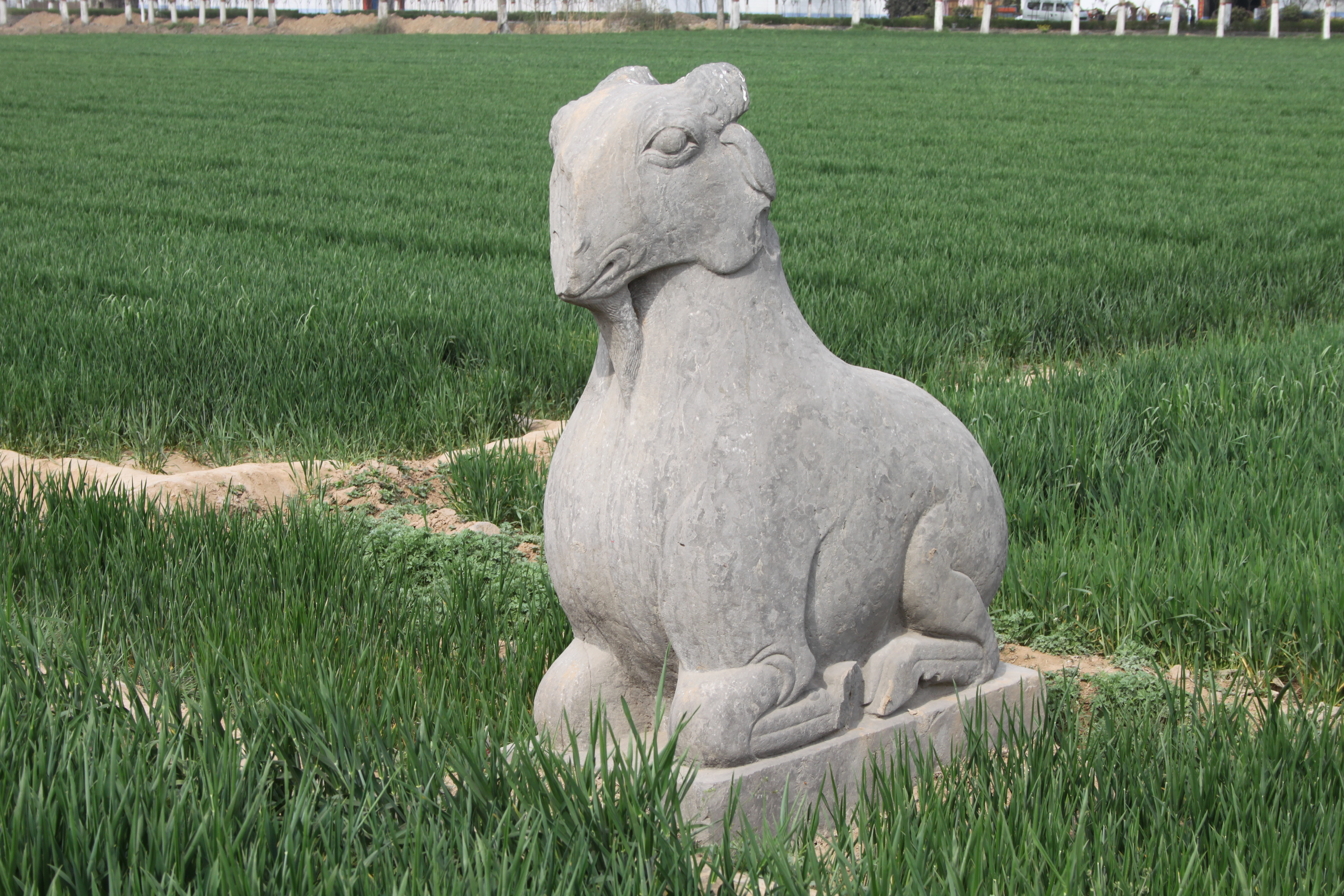
石羊（东）

- 客使两件：客使按制应为三对六件，现东西列各存一件客使石像，各缺两件。客使的容貌和服饰皆为外族样貌，东列客使头部残缺，身穿圆领窄袖袍，双手捧一圆盒；西列客使身材矮小，戴头盔，留长须，身穿窄袖袍，双手托圆盘，内盛一方形宝物[10]:44-47。

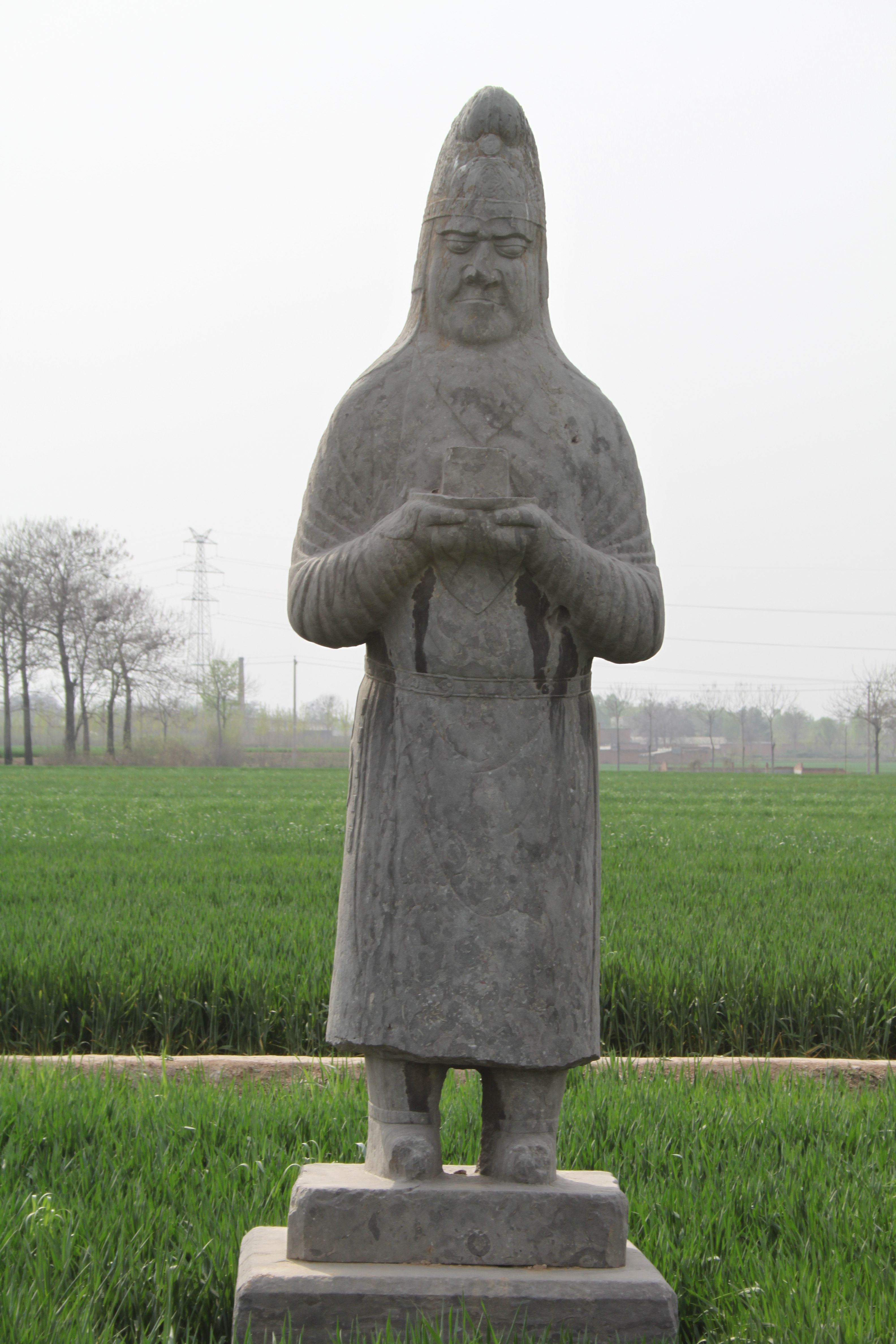
客使石像（西）
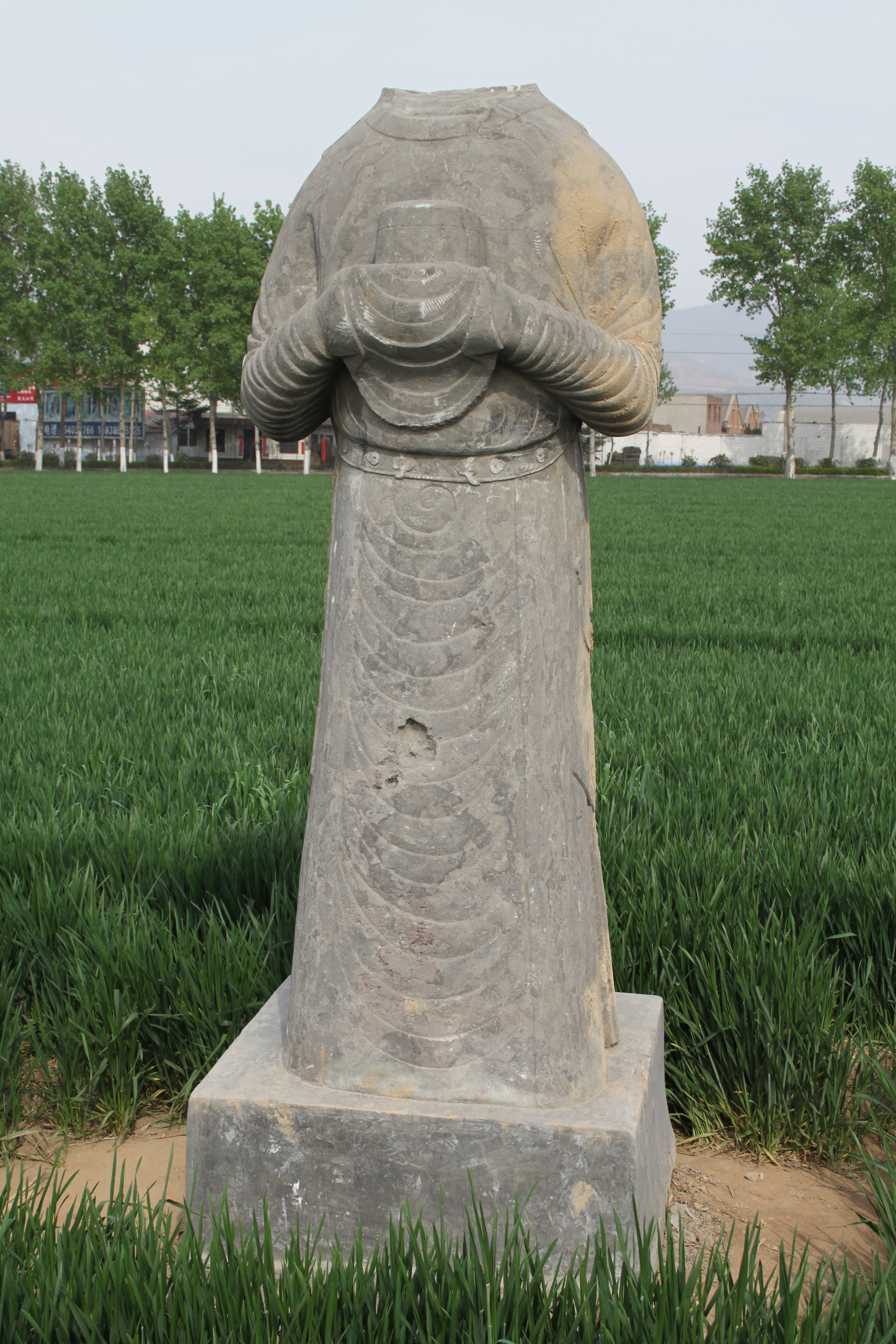
客使石像（东）

- 武官两件：武官按制应为两对四件，现东西列各存一件武官石像。武官身材高大，面蓄长须，头戴进贤冠，身穿交领右衽宽袖长袍，腰系帛带，脚着翘头履，双手拄剑[10]:47。

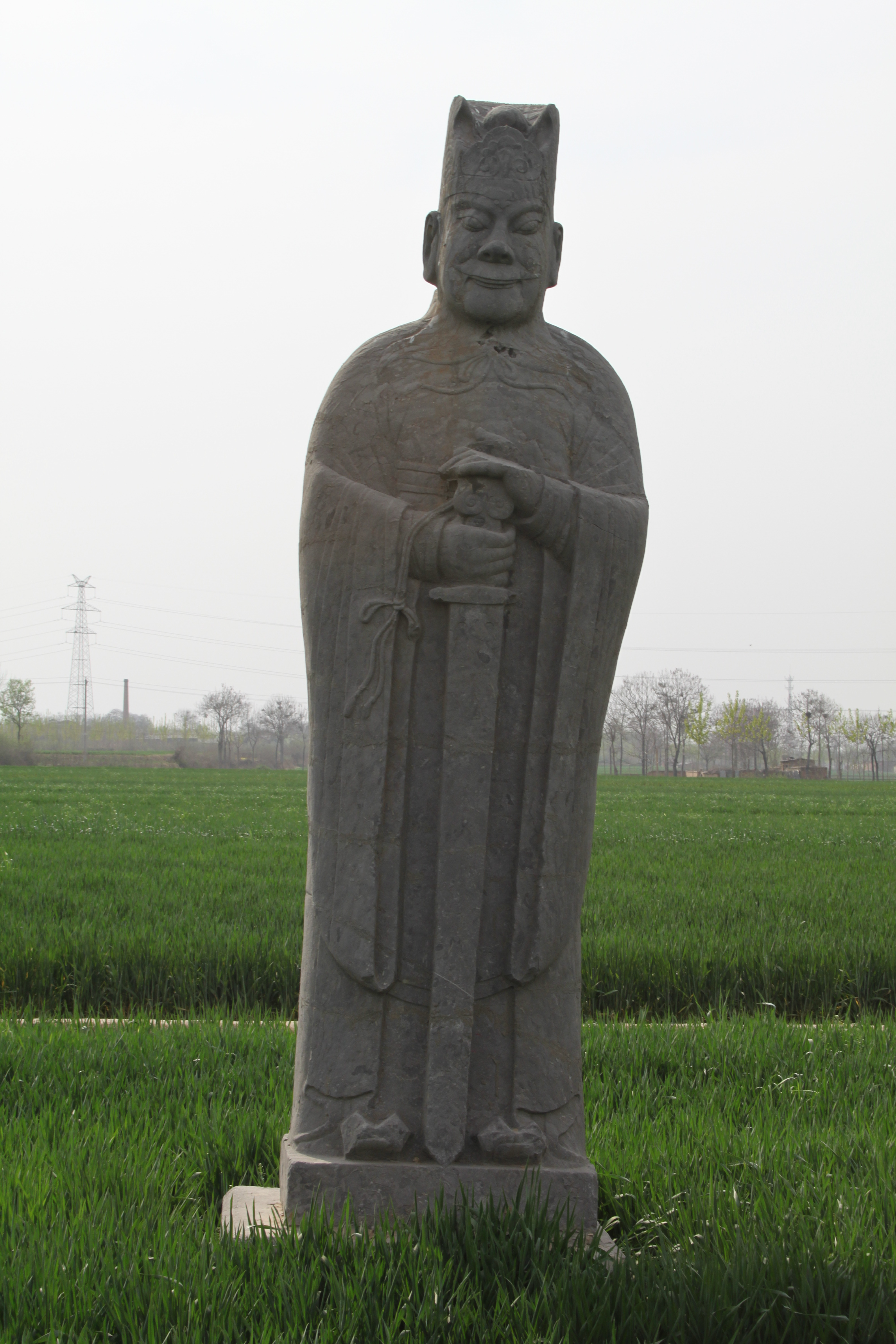
武官石像（西）
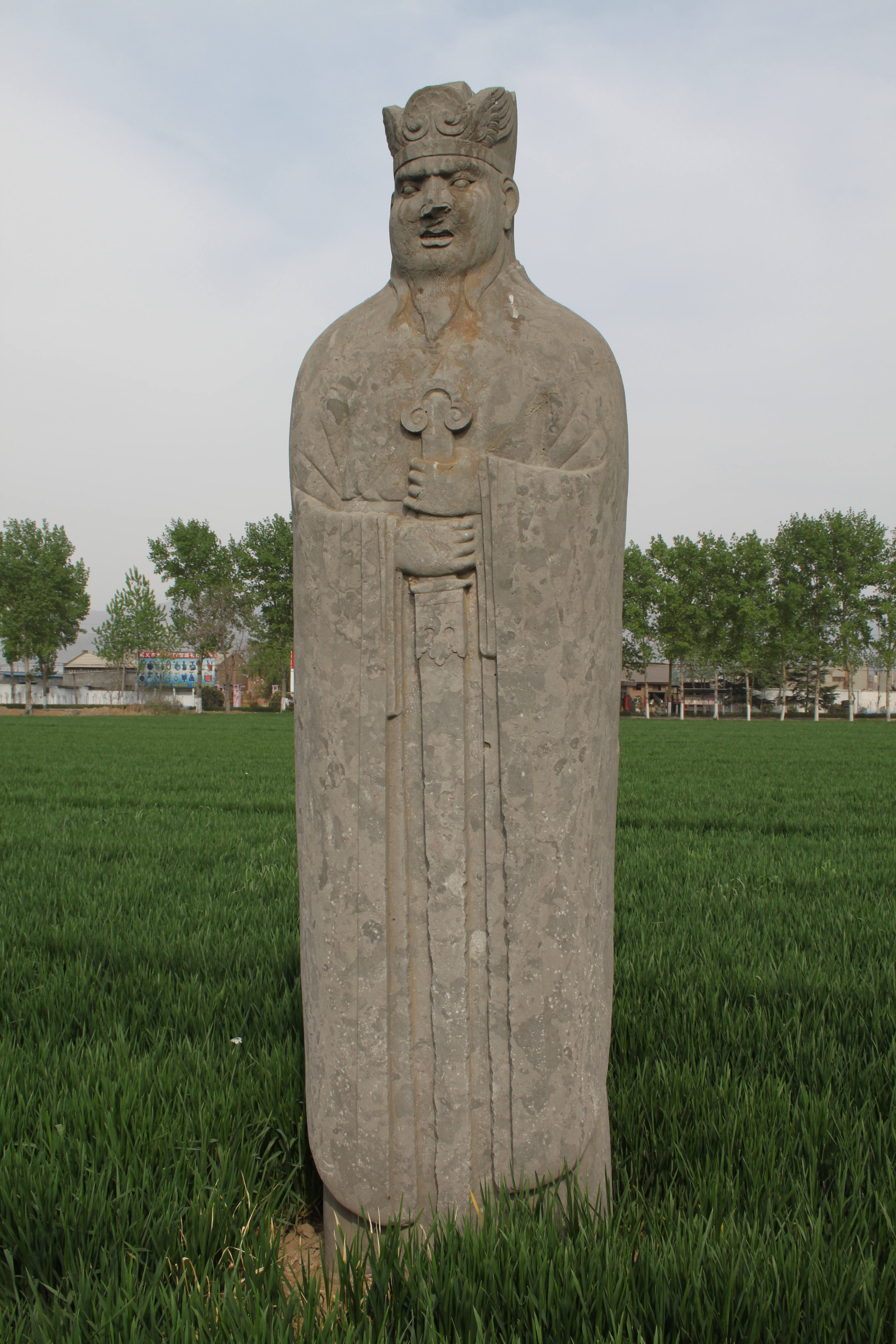
武官石像（东）

- 文官四件：文官石像东西列各有两件，皆蓄长须，头戴进贤冠，身穿宽袖长袍，腰系帛带，双手执笏[10]:47。

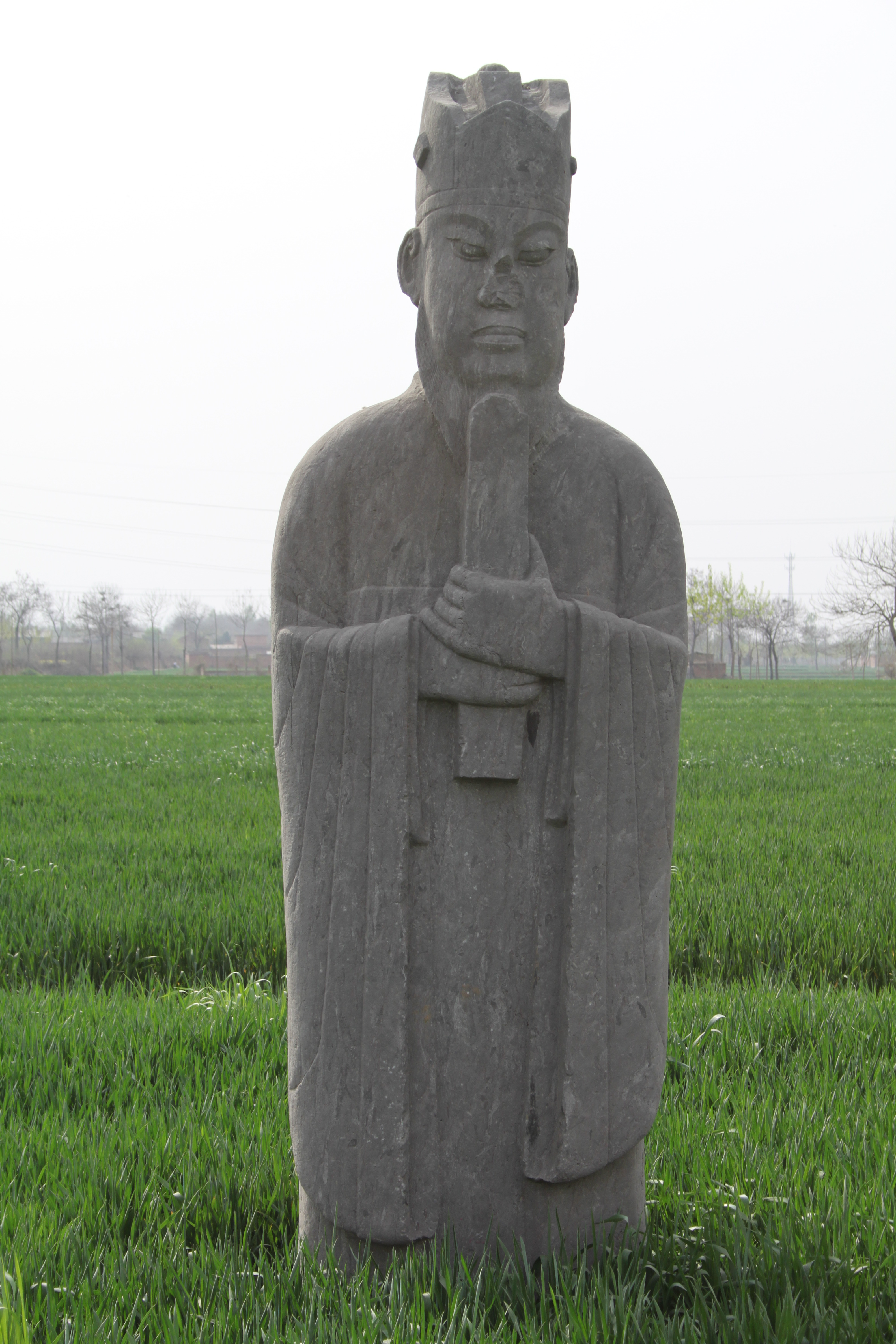
文官石像（西）
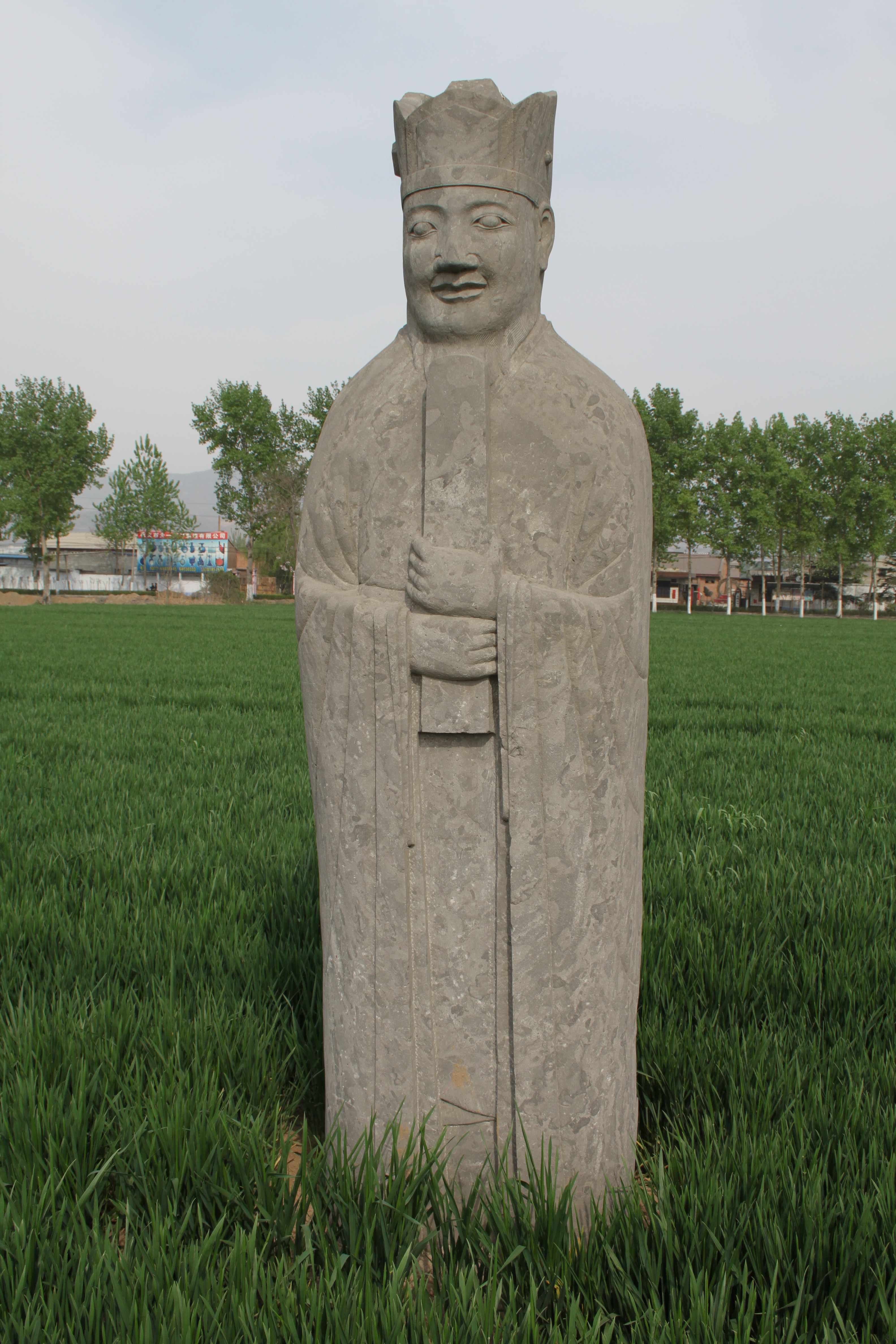
文官石像（东）
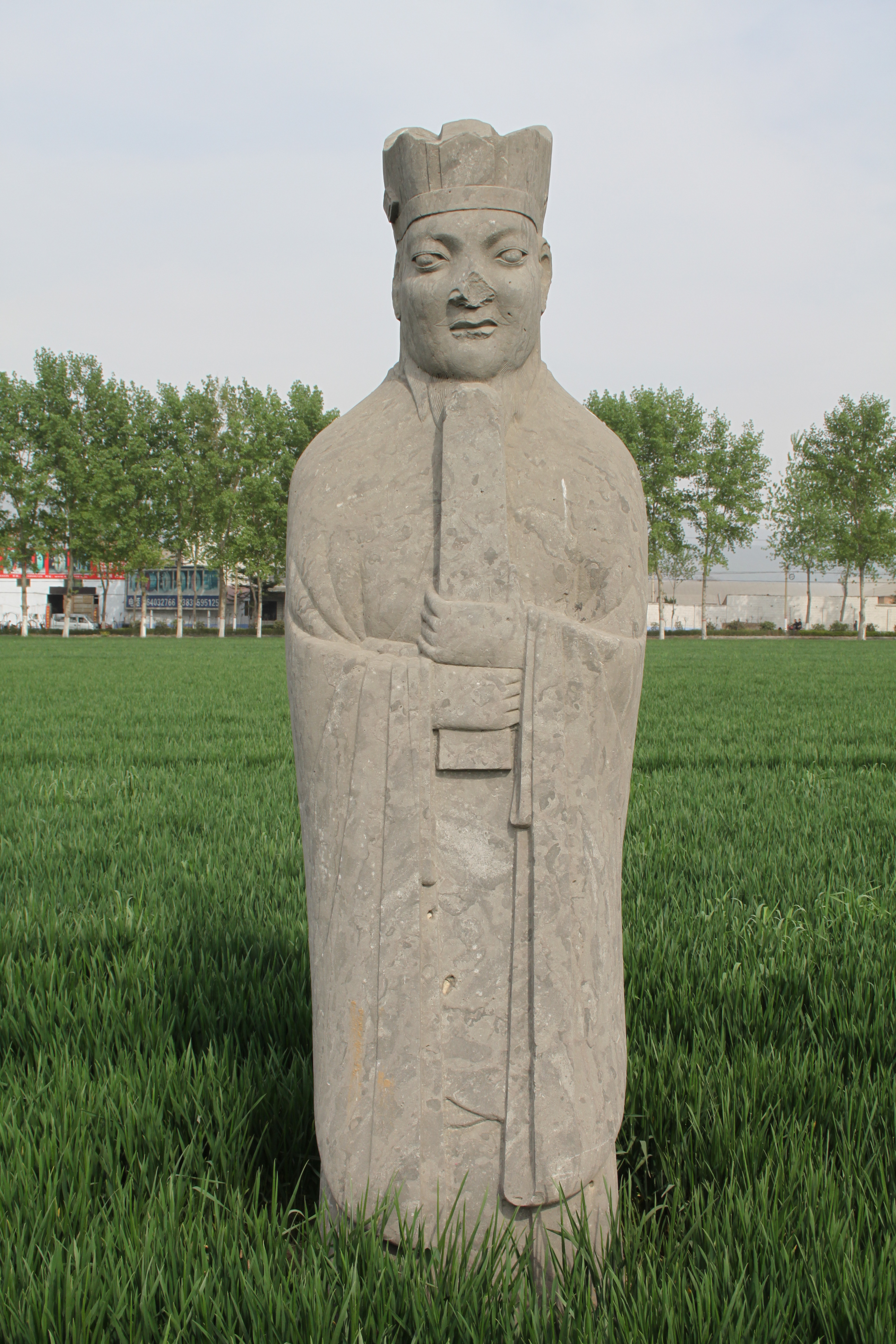
文官石像（东）

- 南门狮两件：南神门前两侧各有一件石狮，间距18米，均为行走姿，颈间套有项圈，背上拖有锁链，东狮张口，西狮合口[10]:47。

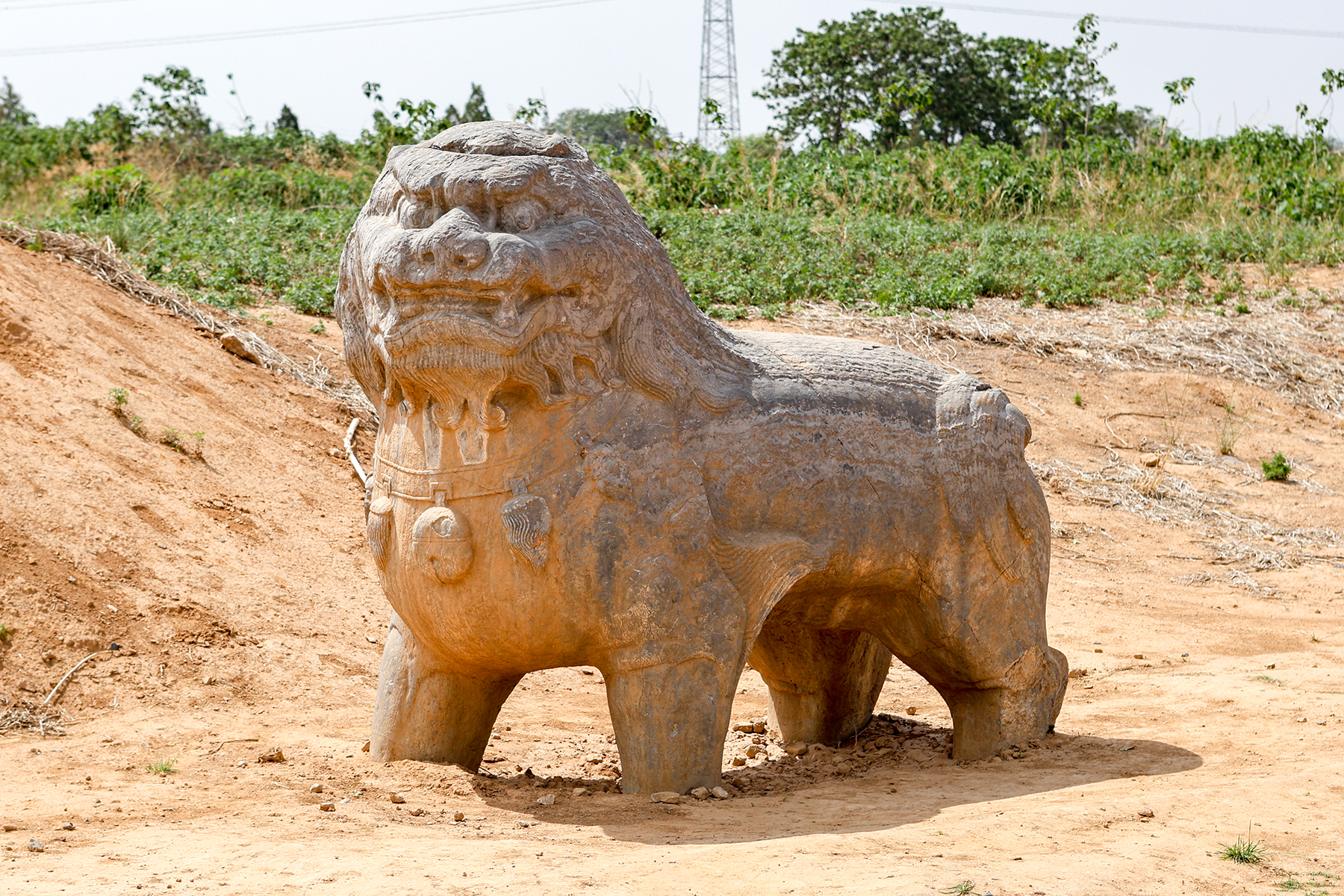
南神门石狮（西）
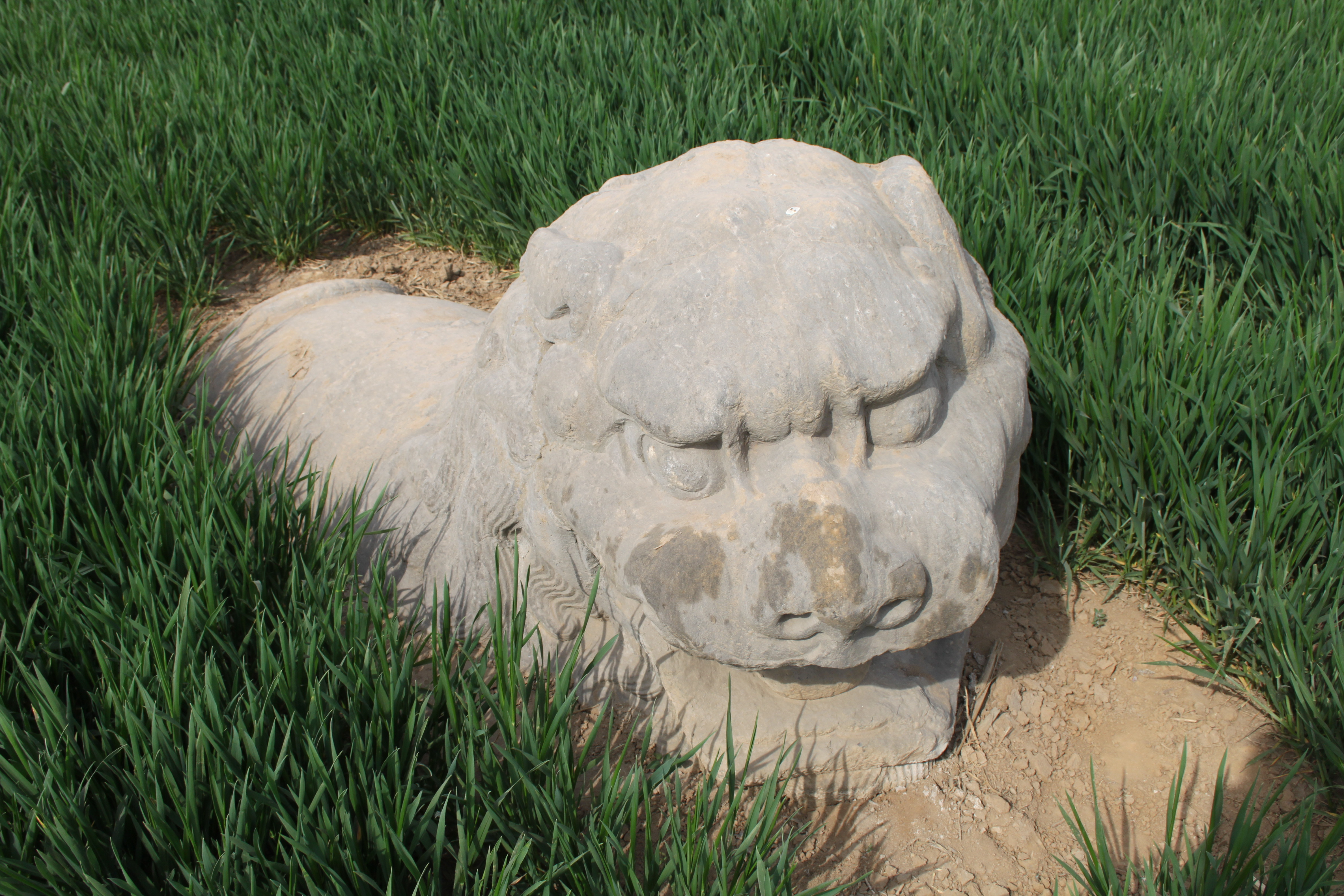
南神门石狮（东）

- 武士两件：南神门外东西各有一件武士石像，东西相距12米，身材粗壮。武士头戴盔，身着甲，腰束革带。东列武士面蓄长须，手持长柄板斧；西列武士头盔两侧有护耳，身向左倾，双手按钺[10]:47。

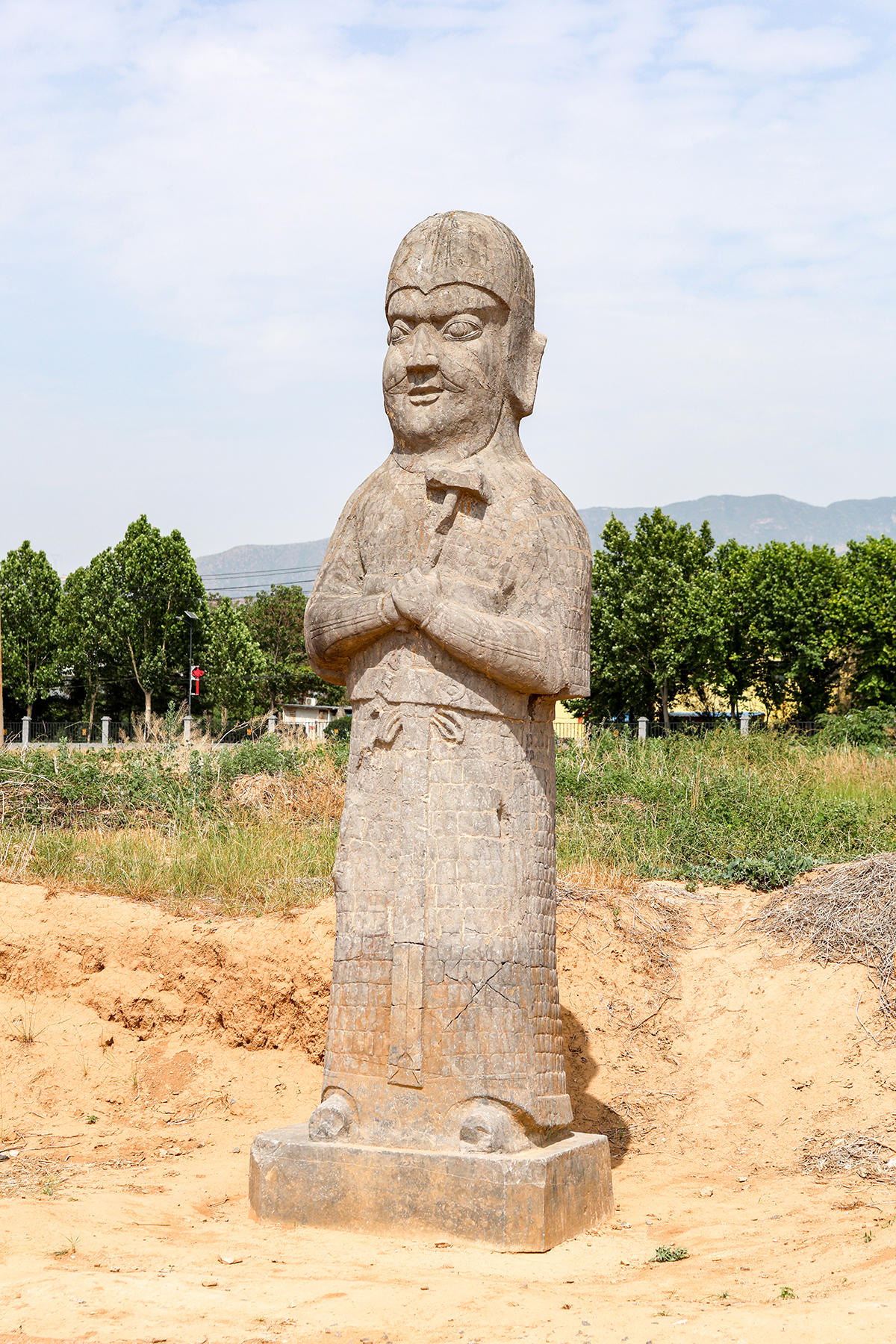
武士石像（东）
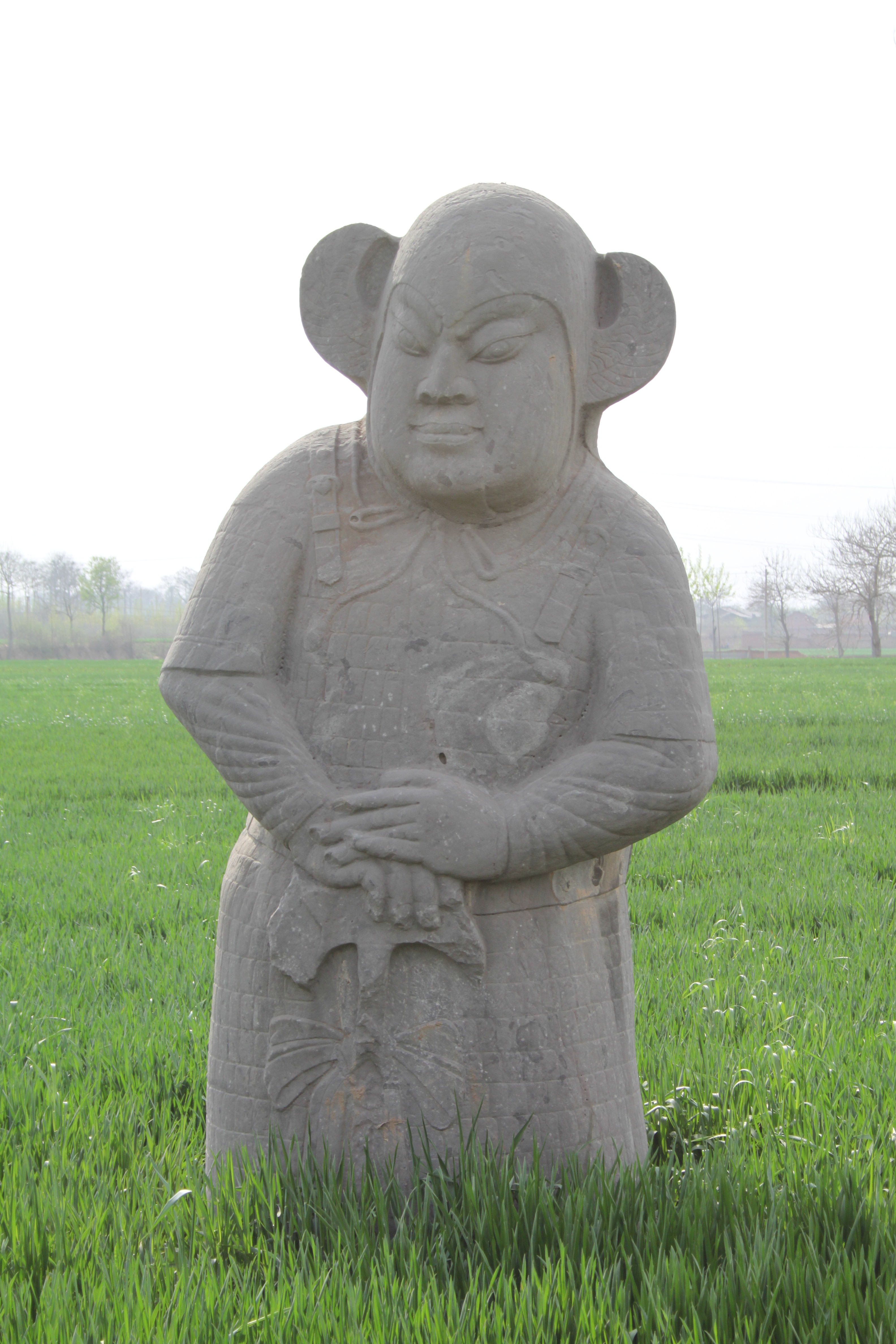
武士石像（西）

- 宫人一件：宫人按制应为两对四件，南神门内和陵台前各一对，现仅存陵台前西侧的宫人石像一件，身高头小，头戴幞头，身穿圆领宽袖长袍，腰间系革带，右手持长杖[10]:47。

### 下宫
永昌陵的下宫位于上宫西北约350米处，地面上现存一对南门石狮，两件石狮合口蹲姿，东西间距8.5米。石狮以北为下宫的范围，据勘探，下宫南北长约165米，东西宽约135米:56。

### 皇后陵
永昌陵祔葬孝章宋皇后陵和保泰陵两座后陵，分别位于永昌陵上宫的北部和西北部:47。

#### 孝章宋皇后陵

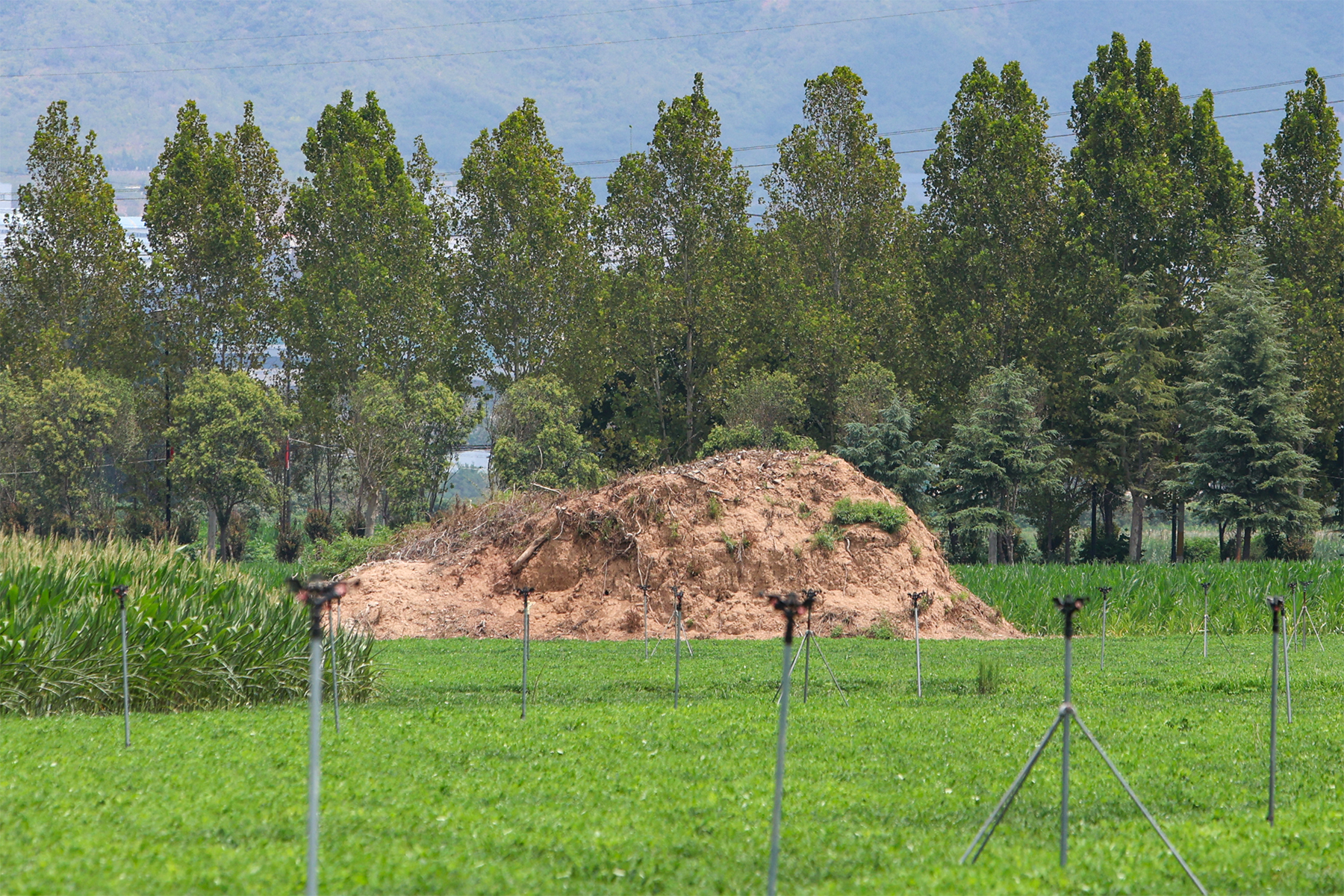
孝章宋皇后陵陵台

孝章宋皇后为宋太祖的第三位正妻，崩于至道元年（995年）四月，权殡普济佛舍，于至道三年（997年）正月祔葬于永昌陵北。孝章宋皇后陵位于永昌陵上宫以北约450米处，现仅存陵台，石像与其他建筑均已不存。现存陵台南北长17米，东西长16米，高5.7米。陵台以南约43米处有一道东西田埂，可判断为南神墙的位置，其余三面神墙已无迹可寻:47。

#### 保泰陵

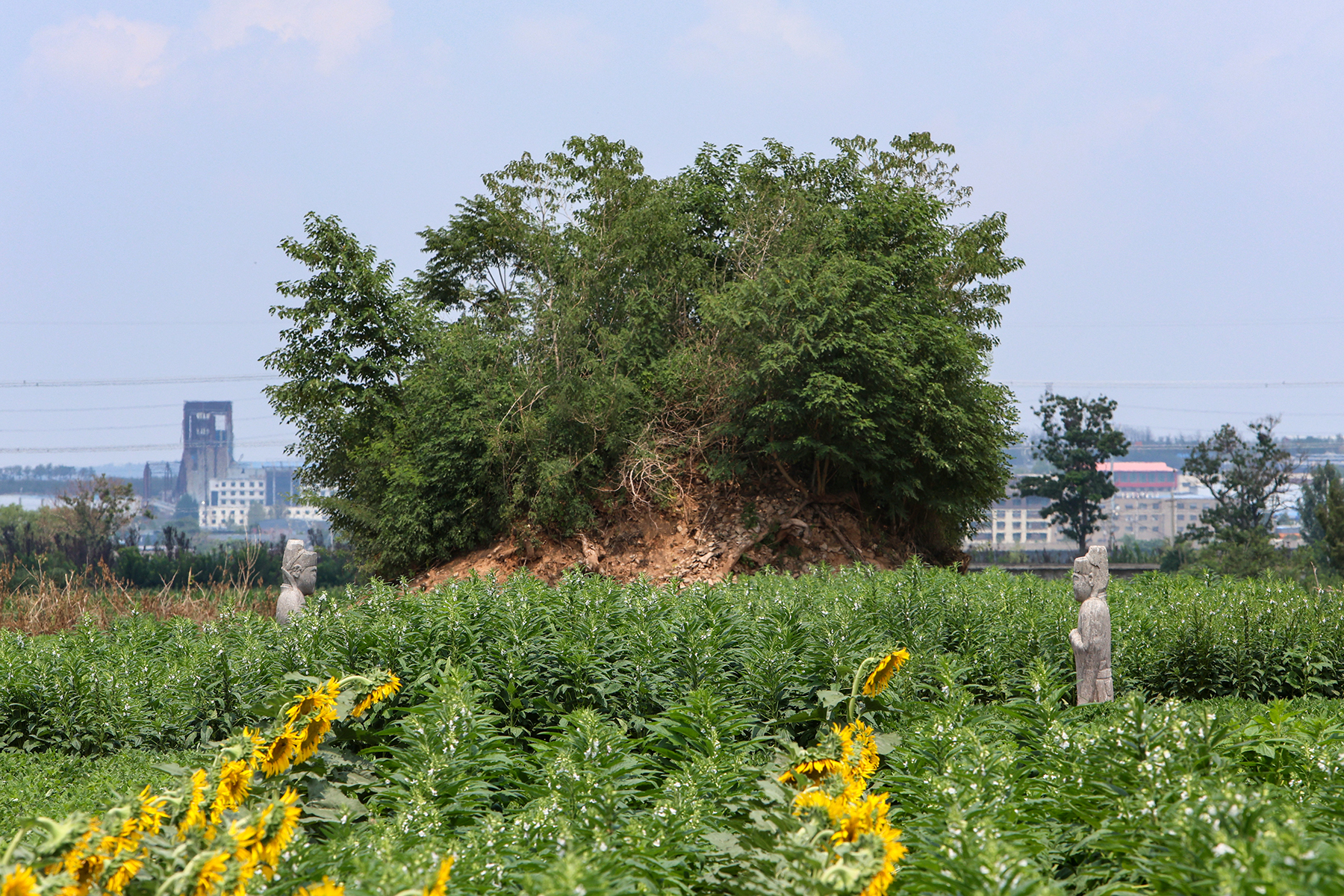
保泰陵陵台与宫人石像

保泰陵为宋真宗章怀潘皇后的陵墓，章怀皇后潘氏为北宋名将潘美的第八女，是宋真宗赵恒的首任妻子，于端拱二年（989年）五月薨逝。宋真宗即位后追封潘氏为庄怀皇后（后在仁宗年间改谥为章怀皇后以连真宗谥），葬永昌陵之侧，陵名保泰，为宋陵中唯一一个有陵名的后陵。
保泰陵位于孝章宋皇后陵以西略偏北处，距孝章宋皇后陵约280米，地面上现存陵台和石像生。陵台现存部分平面呈方形，高3.8米，底面南北长11米，东西长9米，顶面南北长7米，东西长5米。陵台东侧52米和北侧48米处各有一道田埂，可判断为东、北两面神墙的位置，结合现存南神门宫人的位置，可大致确定保泰陵的宫城为边长不超过110米的方形。保泰陵现存21件石像，分别为2件望柱、1件马和3件控马官、4件虎、4件羊、2件武官、2件文官、2件宫人和3件门狮:47-53。

### 陪葬墓
永昌陵共有皇室陪葬墓15处，墓主包括许王赵元僖及夫人李氏、魏王赵德昭的夫人王氏、楚王赵元佐的夫人王氏等。已发现两座陪葬墓，1号陪葬墓位于保泰陵北约660米处，墓冢已不存，仅存2件望柱和已移位的1件石羊和1件石狮。2号陪葬墓位于1号陪葬墓西北，两墓相距约90米，该墓墓冢已被夷平，墓室塌陷，仅存2件望柱和文武官各1件:56-57。